# Liste der Kulturdenkmale in Langenau (Brand-Erbisdorf)
In der Liste der Kulturdenkmale in Langenau sind die Kulturdenkmale des Brand-Erbisdorfer Ortsteils Langenau verzeichnet, die bis August 2022 vom Landesamt für Denkmalpflege Sachsen erfasst wurden (ohne archäologische Kulturdenkmale). Die Anmerkungen sind zu beachten.
Diese Aufzählung ist eine Teilmenge der Liste der Kulturdenkmale in Brand-Erbisdorf.

## Liste der Kulturdenkmale in Langenau
| Bild                                    | Bezeichnung | Lage                                              | Datierung | Beschreibung | ID       |
| --------------------------------------- | --- | ------------------------------------------------- | --- | --- | -------- |
| Direkt Bild zu diesem Denkmal hochladen | Sachgesamtheitsbestandteil der Sachgesamtheit Brander Revier mit Bergbauanlagen sowie bergbauwasserwirtschaftlichen Anlagen im Ortsteil Langenau                                                            | (Langenau) (Karte)                                | Ab dem 16. Jahrhundert | Sachgesamtheitsbestandteil der Sachgesamtheit Brander Revier: Bergbauanlagen sowie bergbauwasserwirtschaftliche Anlagen im Gemeindegebiet von Brand-Erbisdorf und den zugehörigen Ortsteilen Himmelsfürst, Langenau, Linda und St. Michaelis; als obertägige Zeugnisse des bedeutenden Erzbergbaus im Brander Revier von orts- und bergbauhistorischer sowie landschaftsbildprägender Bedeutung | 09304709 |
|                                         | Sachgesamtheit Königlich-Sächsische Triangulierung („Europäische Gradmessung im Königreich Sachsen“); Station 89, Langenauer Tännicht                                                                       | (Flurstück 986a) (Karte)                          | Bezeichnet mit 1868 | Triangulationssäule; Station 2. Ordnung, bedeutendes Zeugnis der Geodäsie des 19. Jahrhunderts, vermessungsgeschichtlich von Bedeutung. Etwa 1,80 m hohe Säule aus Niederbobritzscher Granit mit abgesetztem Sockel, übermalt. Inschrift: „Langenauer Tännicht, Höchster ...1868“ und „596 über NN“ mit Farbe aufgebracht, originale eingemeißelte Inschrift darunter noch erkennbar. Der aus einem Stück gearbeitete Pfeiler wurde im Oktober 1868 für 33 Reichstaler und 15 Groschen von Steinmetz Friedrich Böhme aus Niederbobritzsch angeliefert und entspricht in Material und Form anderen Festpunktmarkierungen aus seiner Hand (z. B. 88 Saidahöhe, 80 Drachenkopf). Die originale Abdeckplatte ist noch vorhanden, jedoch durch eine unsachgemäße Verblechung entstellt. Die in dem verschwärzten Stein kaum lesbare Schrift ist dilettantisch nachgezogen und dabei verfälscht worden. Aus der Abkürzung „Kön: Sächs:“ ist ein Höhenbezug „Höchste ....1868“ geworden. Die Höhenangabe 596 m auf der Südseite ist eine zeitgleiche Ergänzung. Das 32 m² messende Grundstück zur sicheren Errichtung des Steins liegt nach den von Nagel publizierten Angaben auf der höchsten Stelle des Tännichts zwischen Oberlangenau und Großhartmannsdorf und wurde von dem Gutsbesitzer C. A. Seyfert erworben. | 08991310 |
| Direkt Bild zu diesem Denkmal hochladen | Brücke | Alte Bahnhofstraße (Karte)                        | 19. Jahrhundert | Von verkehrsgeschichtlicher Bedeutung. Natursteinbogenbrücke über die Striegis | 08991265 |
| Direkt Bild zu diesem Denkmal hochladen | Ehemalige Stellmacherei Trübenbach (1918–1961) | Alte Bahnhofstraße 1 (Karte)                      | 1908 | Hochgradig im ursprünglichen Aussehen erhaltener Putzbau mit Backsteinornament und verbrettertem Obergeschoss, bildprägend, ortshistorische Bedeutung. Dreigeschossig, zwei Geschosse massiv, Segmentbogenfenster mit Backsteingewände mit Quaderung und zusätzlicher Verdachung, originale Fenster und Winterfenster, Eckquaderung, 3. Geschoss verbrettert, seitlicher Anbau insgesamt verbrettert, mit Schiebetor, rückwärtiger Anbau 1½-geschossig, massiv, mit entsprechender Backsteingestaltung, flaches Satteldach. Werkstattanbau an altem Wohnhaus 1908 erbaut. | 08991264 |
| Direkt Bild zu diesem Denkmal hochladen | Häusleranwesen | Alte Bahnhofstraße 3 (Karte)                      | Um 1800 | Regionaltypischer ländlicher Bau mit verkleidetem Fachwerk-Obergeschoss von heimatgeschichtlichem Wert. Erdgeschoss massiv, geglättet, Obergeschoss eine Giebelseite massiv, Fachwerk-Seiten mit originaler Fenstergröße, Giebel verkleidet, Satteldach, drei recht große liegende Dachfenster. 1843 im Besitz von Johanne Concordia Oehme, keine genauen Angaben zur Bauzeit. | 08991266 |
| Direkt Bild zu diesem Denkmal hochladen | Ehemalige Holzwarenfabrik „Lipsia“ Eichner & Heinicke mit Wohnhaus und Werkstatt- bzw. Fabrikgebäuden | Alte Bahnhofstraße 7 (Karte)                      | 2. Hälfte 19. Jahrhundert (Wohnhaus); 1903 (Fabrikanlage)                                                                    | Markanter kleiner Fabrikkomplex in zeittypischer Bauweise von regionalgeschichtlicher Bedeutung | 09304392 |
| Direkt Bild zu diesem Denkmal hochladen | Wohnhaus in offener Bebauung | Am Bahnhof 1, 2 (Karte)                           | 1908 | Zeittypischer Klinkerbau von baugeschichtlichem Wert Werksteingewände. Zweigeschossig, Natursteinsockel, Erdgeschoss mit Rundbogenfenstern, roter Klinker mit gelben Bändern, Gurtgesims, Eckquader, Mittelrisalit, kräftige profilierte Sohlbänke, gerade Verdachungen, einige Fensteröffnungen verändert, Satteldach, Ziergespränge. | 08991308 |
| Weitere Bilder                          | Bahnhof Langenau mit Ausstattungsteilen und technische Schauanlage sowie Güterabfertigungsgebäude und Gleiskörper (vom Prellbock bis zur Gemeindegrenze)                                                    | Am Bahnhof 4 (Karte)                              | Um 1890 | Verkehrsgeschichtliche und ortshistorische Bedeutung, Teil der Bahnstrecke Berthelsdorf–Großhartmannsdorf mit AbwzeigBahnstrecke Brand-Erbisdorf–Langenau. - Bahnhof: zweigeschossiger Mittelteil, Obergeschoss verkleidet, Walmdach, eingeschossiger Anbau mit ehemaligem Schalter und Warteraum, abgewalmtes Dach, originale Details bei Innenausstattung, alte Uhr - Güterteil: Backstein, Rampe, erster Teil vom 1. Bahnhof, verlängert mit Bahnhofsneubau, technische Schauanlage mit Signal usw. - Nebengebäude: Backstein, Pultdach | 08991236 |
| Direkt Bild zu diesem Denkmal hochladen | Zwei Sandsteinskulpturen (Bären) und vier Säulen des ehemaligen Niederen Rittergutes Langenau | Am Bahnhof 6 (Karte)                              | 18. Jahrhundert | Bauschmuck eines ehemaligen Rittergutes, von baukünstlerischer und ortsgeschichtlicher Bedeutung | 09305129 |
|                                         | Niederes Rittergut Langenau (Sachgesamtheit) | Am Parkteich 2, 5, 6, 7, 8 (Karte)                | 19. Jahrhundert | Sachgesamtheit Niederes Rittergut Langenau mit folgenden Einzeldenkmalen: Gutspark mit Freitreppe (Am Parkteich 8) und Gartenskulptur (siehe 08991273) sowie Teile des ehemaligen Wirtschaftshofes als Sachgesamtheitsteil; von ortshistorischer, gartenhistorischer, gartenkünstlerischer und landschaftsgestaltender Bedeutung | 08991272 |
| Direkt Bild zu diesem Denkmal hochladen | Gutspark mit Freitreppe des ehemaligen Gartenhauses (Am Parkteich 8) und Gartenskulptur (Einzeldenkmale der Sachgesamtheit 08991272)                                                                        | Am Parkteich 6, 8 (Karte)                         | 2. Hälfte 19. Jahrhundert (ehemalige Schweizerei); 1890 (Treppe); Ende 19. Jahrhundert (Gutspark)                            | Einzeldenkmale der Sachgesamtheit Niederes Rittergut Langenau; von ortshistorischer, gartenhistorischer, gartenkünstlerischer und landschaftsgestaltender Bedeutung. - Schweizerhaus (Am Parkteich 6): 1946 in eine Neubauernstelle umgewandelt, heute im Privatbesitz, 1½-geschossiger Wohnhausteil und Scheunenteil, Sandsteingewände, Satteldach, am Giebel Rundbogenfenster, Scheunenteil mit Krüppelwalmdach mit vorgezogenem Schopf für die Ladeluke - Freitreppe des ehemaligen Gartenhauses: Das Gartenhaus wurde 1890 erbaut und 1945 abgebrochen. Erhalten blieb eine aufwendig gestaltete Freitreppe. Remisenartiges Erdgeschoss mit darauf befindlicher Terrasse mit Sandsteinbalustrade und einarmiger, geschwungener Freitreppe mit Sandsteinstufen erhalten. Beide Objekte sind die einzigen weitgehend original erhaltenen Gebäude bzw. Gebäudereste des Rittergutes. Neben der baukünstlerischen Bedeutung der Treppenanlage kommt beiden Objekten eine ortsgeschichtliche Bedeutung als bauliche Zeugnisse des ehemaligen Rittergutes zu. | 08991273 |
| Direkt Bild zu diesem Denkmal hochladen | Halde und Haldenstützmauer des Glück auf Schachtes (Einzeldenkmal der Sachgesamtheiten 09304709, 09208116 und 09208604)                                                                                     | Am Schacht (Karte)                                | 1857–1970 (Betriebszeit des Schachtes)                                                                                       | Einzeldenkmal der Sachgesamtheit Brander Revier; als eindrucksvolles Zeugnis der Grubenfelderweiterung der Himmelsfürst Fundgrube sowie als Halde eines Hauptschachts der zweiten Betriebsperiode zu DDR-Zeiten von besonderer bergbaugeschichtlicher und landschaftsbildprägender Bedeutung. Die Halde des Glück-auf-Schachts erstreckt sich über die Gemarkungen Langenau und St. Michaelis und ist ca. 4,4 ha groß. | 08991313 |
| Weitere Bilder                          | Postmeilensäule | Brander Straße (Karte)                            | Bezeichnet mit 1727 | Kursächsische Postmeilensäule (Sachgesamtheit); Kopie der Ganzmeilensäule, verkehrsgeschichtliche Bedeutung. Das Original 1727 an der Poststraße zwischen Oberlangenau und Erbisdorf mit der Reihen-Nummer 20 aufgestellt. Diese als „Silberwagenweg“ bezeichnete Poststraße verband Annaberg, Wolkenstein, Lengefeld und Freiberg miteinander. Ein Reststück der Ganzmeilensäule wurde ca. 1820–1840 als Wegestein umgearbeitet und 1975 erneuert. Zum Erfassungszeitpunkt im Jahr 2000 war dieser Stein noch vorhanden und wurde wie folgt beschrieben: Schaftteil der ehemaligen Ganzmeilensäule (ca. 1,40 m hoher Sandstein mit abgefasten Ecken), verschiedene Inschriften: großes „AR“, „Nach Erbisdorf 3/4 St Nach Brand 1 St und Freyberg“, „Nach Mönchenfrey 1/2 Std und Großhartmannsdorf 1 St“, dritte Seite Posthornzeichen, „1727“ und „2 Std“. Im Jahr 2008 ersetzte der Heimatverein diesen Stein durch die Rekonstruktion der Originalsäule. Über den Verbleib des um 1820 umgearbeiteten Reststücks der Ganzmeilensäule, welches 1975 erneuert wurde, findet sich am ursprünglichen Aufstellungsort kein Hinweis. | 08991302 |
| Direkt Bild zu diesem Denkmal hochladen | Wohnstallhaus eines ehemaligen Vierseithofes, ehemaliges Erbgericht Oberlangenau („Steigergericht“) | Brander Straße 7, 8 (Karte)                       | 18. Jahrhundert | Stattlicher Baukörper mit Fachwerk-Obergeschoss von ortsgeschichtlicher und baugeschichtlicher Bedeutung. - Wohnstallhaus: Erdgeschoss massiv, Obergeschoss überwiegend Fachwerk, teils verkleidet, teils verbrettert, Rückseite ein Teil massiv mit liegendem Fenster, zum Teil Fenster mit Sprossung, Krüppelwalmdach. - Scheune (kein Denkmal): halbe Scheune total verändert, andere Hälfte mit verschiedenen Gliederungselementen, Krüppelwalmdach | 08991301 |
| Direkt Bild zu diesem Denkmal hochladen | Wohnhaus (mit Arztpraxis) und Gartenhaus | Brander Straße 13 (Karte)                         | 1935 (Gartenhaus); 1937 (Wohnhaus);                                                                                          | Gut proportionierter Putzbau mit intaktem Wand-Öffnungs-Verhältnis, zeittypische Formensprache, aufwendig ausgeführtes Gartenhaus, in dieser Art sehr selten, von baugeschichtlichem Wert | 08991305 |
| Direkt Bild zu diesem Denkmal hochladen | Straßenbrücke | Buschhäuserweg (Karte)                            | 19. Jahrhundert | Kleine Natursteinbrücke über dem Zulauf zu den Langenauer Pochwerkteichen, von ortsgeschichtlichem Wert. An einer Seite als Bogen ausgeformt, während die andere Seite wie eine Steindeckerbrücke aussieht, möglicherweise auf eine nachträgliche Verbreiterung der Straße zurückzuführen, wodurch die unterschiedliche Ausbildung der Bruchsteinbrücke zu erklären wäre (ursprünglich wohl Steinbogenbrücke). | 08991311 |
|                                         | Langenauer Pochwerkteiche, Langenauer Wasser, ehemaliger Himmelsfürster Wäschgraben: zwei Kunstteiche, Rainsteine und ein Kunstgraben (Einzeldenkmale der Sachgesamtheiten 09304709, 09208116 und 09208604) | Buschhäuserweg (Karte)                            | Um 1565 (Kunstgraben); um 1570 (Teich)                                                                                       | Einzeldenkmale der Sachgesamtheit Brander Revier: zwei Kunstteiche, Rainsteine und ein Kunstgraben; landschaftsbildprägende Zeugnisse eines Speicher- und Zuleitungssystems zur Wasserversorgung naher Gruben und Erzaufbereitungsanlagen, von bergbauhistorischer sowie ortsgeschichtlicher Bedeutung | 08991262 |
| Direkt Bild zu diesem Denkmal hochladen | Kleine Halde des Himmlisch Vater Erbstolln (Einzeldenkmal der Sachgesamtheiten 09304709 und 09208604) | Freistraße 6 (Karte)                              | 18. Jahrhundert | Einzeldenkmal der Sachgesamtheit Brander Revier; südöstlichstes Zeugnis des Brander Reviers, bergbaugeschichtlich von Bedeutung sowie landschaftsbildprägend. Ehemals denkmalgeschütztes Huthaus und Rainsteine 2018 abgebrochen (mit Genehmigung von 2016). | 09305221 |
| Direkt Bild zu diesem Denkmal hochladen | Brücke | Hofgasse (Karte)                                  | 19. Jahrhundert | Schlichte Steinbogenbrücke von ortsgeschichtlichem Wert, Natursteinbogenbrücke | 08991267 |
| Weitere Bilder                          | Ehemaliges Herrenhaus des Oberen Rittergutes sowie Böschungsmauern, Kellergewölbe, Brennerei, Brunnenhaus und Kastanienallee                                                                                | Hofstraße 12 (Kastanienallee) (Karte)             | Um 1880 | Stattlicher Putzbau mit verschiedenen Gliederungselementen von großer ortshistorischer und ortsbildprägender Bedeutung. - Herrenhaus: zweigeschossig, massiv, Sockelgeschoss zum Teil noch mit Putzquaderung, profilierte Gurtgesimse, Ecklisenen, profilierte Werksteingewände, dreiachsiger Mittelrisalit im Traufbereich mit Mäanderband (angeschnittene Oculi, fehlender Giebelaufbau), Drempelzone, Satteldach, störender späterer Vorbau am Mittelrisalit - Brennerei: eingeschossig, massiv, teils Bruchstein-, teils Ziegelmauerwerk, Satteldach - Brunnenhaus: quadratischer Putzbau, Zeltdach | 08991286 |
| Direkt Bild zu diesem Denkmal hochladen | Bauernhaus und zwei Seitengebäude | Im Engen 6 (Karte)                                | 1. Hälfte 19. Jahrhundert | Ländliches Wohnhaus mit originalen Details, stattliche Kubatur, Seitengebäude mit regionaltypischer Holzkonstruktion von baugeschichtlichem und sozialgeschichtlichem Wert. - Wohnstallhaus: zweigeschossig, massiv, Fenster mit Sprossung, Winterfenster, Satteldach - 1. Nebengebäude: massiv, Drempel verbrettert, Satteldach - 2. Nebengebäude: Bruchsteinsockel, Holzkonstruktion, Satteldach Vor 1651 wüst liegende Flur, 1651 als Eigentümer ein Thomas Schwenke urkundlich belegt, 1843 Besitzer Johann Samuel Ulbricht – zum Grundstück gehörte Gebäude, Hofraum, Garten, Scheune, Schuppen, danach weitere Besitzerwechsel. | 08991241 |
| Direkt Bild zu diesem Denkmal hochladen | Neubauernhaus | Kastanienallee 3 (Karte)                          | 1947 | Weitgehend im ursprünglichen Aussehen erhalten von geschichtlichem Wert. Wohnhausteil 1½-geschossig, massiv mit Eingangsvorbau, Stallteil mit verbrettertem 1/2 Obergeschoss, Scheunenteil verbrettert, Satteldach. | 08991253 |
| Weitere Bilder                          | Kirche mit Ausstattung, Einfriedung mit Torbogen, Grabmal der Rittergutsbesitzer Braun sowie vier alte Grabsteine an der Kirchenmauer                                                                       | Kirchberg (Karte)                                 | 1351 (Kirche urkundlich erwähnt); 1841 (Orgel); 1919 (Kanzel); 1925 (Grabmal Braun); 1929 (Grabmal Rittergutsbesitzer Braun) | Barocke Saalkirche mit Dachreiter mit spätgotischem Kern und Renaissance-Sitznischenportal von großer ortsgeschichtlicher, baugeschichtlicher und ortsbildprägender Bedeutung. - Kirche (vgl. Dehio Sachsen II, S. 461): alte Fenster, Dächer mit Schieferdeckung - Einfriedungsmauer: Naturstein - Torbogen: verputzt, Inschrift „Es ist noch eine Ruhe vorhanden dem Volke Gottes“ - Grabmal: baldachinartiger Aufbau aus Natursteinblöcken, Giebelfeld mit Kreuz, an der Rückseite in der Mitte Relief mit Schwert und Ranke, Grabplatte mit Wappen, „IB“, vor dem Grab Stützmauer mit Treppe | 08991228 |
|                                         | Kriegerdenkmal für die Gefallenen des Ersten Weltkrieges | Kirchberg (Karte)                                 | 1931 | Terrassierte Anlage mit Natursteinquadern und mächtigem Steinkreuz, ortshistorische Bedeutung. Etwa dreieckiger Grundriss, hintere Mauer abgerundete Seite. 1931 aufgestelltes und am 21. Juni des Jahres geweihtes Kriegerdenkmal für die im Ersten Weltkrieg gebliebenen 115 Gefallenen und 9 Vermissten aus Langenau. Denkmalanlage mit Mauern und Stufen sowie einem ca. 3 m hohem Steinkreuz mit der Inschrift „1914–1918 / Für uns“. Seitliche Tafeln mit Namenslisten und davor je eine Bank ergänzen die Denkmalanlage. Das für eine Gemeinde recht anspruchsvoll gestaltete Kriegerdenkmal für den Ersten Weltkrieg erlangt als Erinnerungsmal ortsgeschichtliche Bedeutung. | 08991227 |
| Direkt Bild zu diesem Denkmal hochladen | Pfarrhaus und Kirchgemeindehaus (ehemaliges Nebengebäude) | Kirchberg 2, 3 (Karte)                            | 1653 (Pfarrhaus, maßgeblicher Umbau); 1876 (Gemeindehaus, erbaut als Nebengebäude)                                           | Stattlicher Baukörper mit Fachwerkobergeschoss und hohem Krüppelwalmdach, Nebengebäude mit schlichtem Jugendstilcharakter und besonders schöner Jugendstiltür, von baugeschichtlicher, ortsgeschichtlicher und ortsbildprägender Bedeutung | 08991287 |
| Direkt Bild zu diesem Denkmal hochladen | Ehemalige Schule (heute Wohnhaus, ehemals Kirchschule und Mädchenschule) und Stützmauer zum Kirchhof | Kirchberg 6 (Karte)                               | Bezeichnet mit 1781 | Einstige Kirch- und Mädchenschule, stattliches Gebäude mit Fachwerkobergeschoss, von ortsgeschichtlicher, baugeschichtlicher und ortsbildprägender Bedeutung. - Schule: Erdgeschoss massiv, Sandsteingewände, Eingang mit Segmentbogen und Schlussstein, zum Teil Kreuzstockfenster, zum Teil Winterfenster, Obergeschoss mit zweiriegeligem Fachwerk, zum Teil erneuert, ein Giebel verbrettert, der andere verschiefert, hohes Satteldach, Schieferdeckung - Nebengebäude: Natursteinsockelgeschoss (Hanglage), Holzkonstruktion, verbrettert, innen Fachwerk-Wände, Satteldach - Mauer: Trockenmauer aus Bruchsteinen | 08991230 |
| Direkt Bild zu diesem Denkmal hochladen | Wohnstallhaus, ehemaliges Erbgericht | Kleinhartmannsdorfer Straße 4 (Karte)             | 1907 | Spätes massives Beispiel für ein Bauernhaus mit Werksteingewänden von baugeschichtlichem und ortsgeschichtlichem Wert. Zweigeschossig, massiv, im Stallbereich zum Teil Sandsteingewände, sonst profilierter Werkstein, Fenster mit Sprossung, Satteldach. 1843 befand sich das Grundstück im Besitz von Max Julius Böhme und umfasste Gebäude und Garten. 1844 erwirbt Ferdinand Löser den Erbgerichtsgasthof Niederlangenau, der 1907 abbrannte. Der anschließende Wiederaufbau erfolgte nicht mehr als Gasthof, sondern als Wohnstallhaus. Der heutige zweigeschossige Putzbau dürfte größtenteils aus dieser Bauphase stammen. Das Gebäude ist schlicht gestaltet und weist die für die Zeit um 1900 üblichen Gestaltungselemente eines ländlichen Wohnhauses auf. Der Hauptbaubestand der mittelsächsischen Dörfer stammt aus der Zeit vor 1900, so dass den selteneren ländlichen Wohnbauten aus der Zeit nach 1900 als Zeugnisse ländlichen Bauhandwerks jener Zeit ein baugeschichtlicher Wert zukommt. Die ursprüngliche langjährige Nutzung als Erbgerichtsgasthof begründet die ortsgeschichtliche Bedeutung dieses Gebäudes. | 08991307 |
| Direkt Bild zu diesem Denkmal hochladen | Scheune mit angebautem Keller des gegenüberliegenden Erbgerichtsgasthofes | Kleinhartmannsdorfer Straße 4 (gegenüber) (Karte) | Ende 19. Jahrhundert | Putzbau mit Gliederung, im Ort singulär, straßenbildprägend und von baugeschichtlicher Bedeutung. Korbbogige Einfahrten, zum Teil zugemauert, an der Giebelseite als Hocheinfahrt, Ecklisenen, Giebel mit Lisenengliederung, Zwillingsrundbogenfenster, kreuzförmige Lüftungsöffnungen, Krüppelwalmdach, Bergkeller in der Anschüttung für die Hocheinfahrt. | 08991303 |
| Direkt Bild zu diesem Denkmal hochladen | Wohnstallhaus | Lochmühlenweg 2 (Karte)                           | Bezeichnet mit 1834 | Regionaltypisches Bauernhaus mit Fachwerk-Obergeschoss, baugeschichtlich und sozialgeschichtlich von Bedeutung. Erdgeschoss massiv, geglättet, Obergeschoss zweiriegeliges Fachwerk mit Diagonalstreben und Bergetür, teils verbrettert, Fenster mit Sprossung erneuert, Giebel verbrettert, Satteldach. | 08991257 |
| Direkt Bild zu diesem Denkmal hochladen | Remise der ehemaligen Möbelfabrik | Lochmühlenweg 4 (Karte)                           | Um 1905 | Straßenbildprägender Bruchsteinbau mit drei Toren, gut proportioniert, ohne bauliche Veränderungen von baugeschichtlichem Wert. Zentrales breites Segmentbogentor sowie daneben je ein schmaleres, Krüppelwalmdach, Dachdeckung erneuert, Giebelseite zwei Rundbogenfenster und abschließende Lünette. | 08991256 |
| Direkt Bild zu diesem Denkmal hochladen | Sieben Türen und ein Einbauschrank im Wohnhaus | Lochmühlenweg 8 (Karte)                           | Bezeichnet mit 1828 (Bauzeit Wohnhaus)                                                                                       | Geschnitzter Einbauschrank, originale Füllungstüren, wichtige Zeugnisse ländlichen Wohnens und ländlichen Tischlerhandwerks von volkskundlicher Bedeutung. Dokumentation der Ausstattungsstücke vorhanden, Gebäude kein Denkmal, da zu stark im Innern verändert. | 08991255 |
| Direkt Bild zu diesem Denkmal hochladen | Mauerreste der Lochmühle (ehemalige Gehegemühle), Mühlgraben sowie ehemaliger Stall und Scheune | Lochmühlenweg 10 (Karte)                          | Nach 1755 und vor 1787 | Putzbauten mit stattlicher Kubatur und markantem Mansarddach, Mühlgraben deutlich im Gelände erkennbar, von orts- und technikgeschichtlicher Bedeutung, durch Einbettung in das Wasserversorgungssystem des lokalen Bergbaus auch von bergbaugeschichtlicher Bedeutung - Mühle: zweigeschossig massiv, Erdgeschoss mit Segmentbogen, innen breite Bogenlaibungen, Mansarddach, Schieferdeckung - Nebengebäude: rechtwinklig zum Hauptgebäude, zweigeschossig massiv, korbbogige Toreinfahrt, Giebel verbrettert, Krüppelwalmdach, Schieferdeckung Laut Kirchenchronik wird 1743 durch den Gerichtsherrn Gottlob Heinrich Griebe die Gehegemühle erbaut. 1843 gehörten zum Grundstück Gebäude, Hofraum, Garten, Wiesen, Felder. 1876/1905 im Besitz von Karl Heinrich Drechsel als Bäckerei und Mühle. 1924 Brand der Mühle und des Seitengebäudes, nur die zum Wohnhaus umgebaute Scheune blieb erhalten. Das alte Mühlengebäude wird nicht mehr aufgebaut. Der mittlere Gebäudetrakt wurde durch Herrn Frohs zur Bäckerei und Gaststätte ausgebaut. 1929 wird das Grundstück als Bäckerei und öffentliche Gaststätte bezeichnet, damals im Besitz von Martin Walther Hänisch. Nach 1945 wird die Gaststätte Volkseigentum. Nach 1956 Nutzung als Erholungsheim u. a. der Karl-Marx-Universität Leipzig, seit 2006 wieder im Privatbesitz. Die im Striegisthal gelegene Lochmühle wird laut Häuserchronik als die bekannteste Mühle des Ortes bezeichnet.     | 08991254 |
| Direkt Bild zu diesem Denkmal hochladen | Wohnstallhaus eines Dreiseithofes | Mühlenweg 10 (Karte)                              | 18. Jahrhundert | Stattlicher Baukörper in Hanglage, denkmalwürdig trotz leichter Eingriffe ins Fachwerk auf Grund des baugeschichtlichen und sozialgeschichtlichen Wertes. Erdgeschoss massiv, Obergeschoss teils verbrettert, verkleidet oder verschiefert, Fenster mit Sprossung, Satteldach, eine Traufseite massiv, mit liegenden Fenstern 1651 Grundstück urkundlich belegt. 1842/1843 gehörten zum Grundstück Gebäude, Hofraum und Garten. Zahlreiche Besitzerwechsel vor allem im 19. Jahrhundert. | 08991259 |
| Direkt Bild zu diesem Denkmal hochladen | Wohnhaus (ehemalige Schankwirtschaft „Zum Schmied-Karl“) | Mühlenweg 12 (Karte)                              | Um 1800 | Gut proportionierter Baukörper mit Fachwerk im Obergeschoss, straßenbildprägend sowie von baugeschichtlichem und sozialgeschichtlichem Wert. Erdgeschoss massiv, Obergeschoss vermutlich Fachwerk, verputzt, eine Giebelseite und ein Giebel verbrettert, überwiegend Fenster mit Sprossung und Winterfenster, Satteldach. | 08991260 |
| Direkt Bild zu diesem Denkmal hochladen | Dampfhammer | Neue Hauptstraße (Karte)                          | Um 1930 | Museal aufgestellter Schmiedehammer der Sächsischen Maschinenfabrik vorm. Richard Hartmann AG Chemnitz, wichtiges technisches Denkmal für die Schwerindustrie in Brand-Erbisdorf und Langenau, von technikgeschichtlicher und ortsgeschichtlicher Bedeutung. Etwa 3,50 m hoher Einständerhammer mit Ventilsteuerung, Bärgewicht: 0,4 t. Hergestellt für Ferdinand Weinhold, Dampfhammerwerk Langenau um 1930, 1983 umgesetzt in das Preß- und Schmiedewerk („Einheit“) Brand-Erbisdorf, 1997 außer Betrieb genommen, 2000 durch die Gemeinde Langenau als Denkmal aufgestellt. | 08991288 |
| Direkt Bild zu diesem Denkmal hochladen | Spritzenhaus | Neue Hauptstraße (Karte)                          | 19. Jahrhundert | Ortshistorische Bedeutung, verputzter Bruchsteinbau, breites Segmentbogentor, Satteldach. Im 18. Jahrhundert werden mehrere Spritzenhäuser in Langenau genannt. Es ist davon auszugehen, dass sie nach dem Erlass der Dorf-Feuerordnung des Königreiches Sachsen aus dem Jahr 1775 erbaut wurden. Neben umfangreichen Vorschriften zur Feuervermeidung und Feuerbekämpfung wird darin auch die Anschaffung von Feuerspritzen und deren Unterbringung in entsprechenden Schuppen geregelt. Der kleine Massivbau neben dem Grundstück Neue Hauptstraße 167 wurde nach historischer Überlieferung als Spritzenhaus erbaut. Nach Art des Baus ist eine Bauzeit im 19. Jahrhundert wahrscheinlich. Der eingeschossige Putzbau erinnert in Größe und Baugestaltung an eine Garage. An der straßenzugewandten Giebelseite befindet sich ein zweiflügliges Holztor, angeschlagen mit Langbändern (in den letzten Jahren annähernd vorbildgerecht erneuert). Abgeschlossen wird das ehemalige Spritzenhaus durch ein schiefergedecktes Satteldach. Als weitgehend original erhaltenes Zeugnis der Feuerwehrgeschichte des Dorfes Langenau kommt diesem kleinen Zweckbau ortsgeschichtliche Bedeutung zu. | 08991278 |
| Direkt Bild zu diesem Denkmal hochladen | Villa mit Garten | Neue Hauptstraße 2 (Karte)                        | 1924 | Erbaut für die Tochter des Besitzers des Langenauer Hammerwerkes Ferdinand Weinhold, symmetrisch angelegter Bau mit vielfältigen architektonischen Gestaltungselementen, hochgradig im ursprünglichen Aussehen erhalten, baugeschichtlich und ortsgeschichtlich von Bedeutung | 08991258 |
| Direkt Bild zu diesem Denkmal hochladen | Wohnhaus (ehemals Gasthof, ohne alle Anbauten) | Neue Hauptstraße 12 (Karte)                       | 2. Hälfte 19. Jahrhundert | Regionaltypisch mit verkleidetem Fachwerk-Obergeschoss von ortsgeschichtlichem Wert. Erdgeschoss massiv, Eingang verlegt, Obergeschoss Fenster in ursprünglicher Größe, Satteldach, rückwärtig verschiedene Anbauten ohne Denkmalwert. | 08991270 |
| Direkt Bild zu diesem Denkmal hochladen | Häuslerhaus | Neue Hauptstraße 16 (Karte)                       | 1. Hälfte 19. Jahrhundert, spätere kleinere Veränderungen                                                                    | Mit regionaltypischer Verschieferung des Fachwerk-Obergeschosses von baugeschichtlichem Wert. Erdgeschoss massiv, Reste von Putzgliederung, zum Teil Fenster mit Sprossung und Winterfenster, im Obergeschoss Bergetür als Fenster, zentrales großes Dachhaus (wohl später aufgesetzt), verkleidet, Satteldach. | 08991242 |
| Direkt Bild zu diesem Denkmal hochladen | Doppelwohnhaus (ehemalige Tischlerei) und zwei Nebengebäude | Neue Hauptstraße 33, 34 (Karte)                   | Bezeichnet mit 1843–1845 über den Eingängen                                                                                  | Putzbau mit originalen Details, Nebengebäude im guten Zustand mit böhmischer Verbretterung. Ländliches Gebäudeensemble, typisches Anwesen eines ländlichen Handwerkers in gutem Originalzustand von baugeschichtlichem und ortsgeschichtlichem Wert. 1843 bis 1845 erbaut. Das Grundstück gehörte damals Karl Friedrich Kluge. Es umfasste Haus, Hofraum, Garten – das Wohnhaus mit Tischlerei. 1849 Anbau und Schuppenanbau. 1903/05 Erneuerung des südlichen Giebels und der zugewandten Traufseite. 1900 bis 1928 als Tischlerei betrieben. 1927 weitere Erweiterung der Werkstatt, 1930 Einbau eines Schaufensters. Langjährig im Besitz der Familie Schubert befindlich. - Wohnhaus: zweigeschossig, Sandsteingewände, Fenster mit Sprossung und Winterfenster, zwei Türgewände mit gerader Verdachung, eine Giebelseite verschiefert, rückwärtig historischer Anbau mit lang gezogenem Schleppdach bis fast zur Firsthöhe des Hauptgebäudes, böhmische Verbretterung, Krüppelwalmdach, Schieferdeckung, drei stehende Gaupen - 1. Nebengebäude: Erdgeschoss massiv, Eingänge mit Segmentbogen, Obergeschoss mit kleinen Segmentbogenfenstern mit Zierrahmung und Sprossung, Krüppelwalmdach, Schieferdeckung, eine Gaupe - 2. Nebengebäude: kleiner massiver Putzbau, Fenster mit Sprossung, Pultdach | 08991243 |
| Direkt Bild zu diesem Denkmal hochladen | Häusleranwesen | Neue Hauptstraße 47 (Karte)                       | 1844 | Mit Fachwerk-Obergeschoss in landschaftstypischer Bauweise von baugeschichtlichem und sozialgeschichtlichem Wert. Erdgeschoss massiv, zum Teil Sandsteingewände, Obergeschoss Fachwerk, verkleidet, eine Giebelseite verschiefert, Fenstergröße erhalten, Satteldach. 1844 durch Christhilf Immanuel Braunschweig erbaut – das Grundstück bestand damals aus einem Gebäude und Garten. Später beherbergte es eine Schuhmacherei, dann einen Material- und Kolonialwarenhandel, später auch ein Handelsgeschäft für Textilwaren u. a. Traditionelles Wohn- und Werkstattgebäude eines ländlichen Dorfhandwerkers. | 08991269 |
| Direkt Bild zu diesem Denkmal hochladen | Bauernhaus eines Zweiseithofes | Neue Hauptstraße 81 (Karte)                       | 1861 | Regionaltypisches Bauernhaus mit böhmischer Verbretterung | 08991261 |
| Direkt Bild zu diesem Denkmal hochladen | Wohnhaus (ohne rückwärtigen Anbau) | Neue Hauptstraße 82 (Karte)                       | Um 1800 | Zeit- und landschaftstypisches Fachwerkhaus von baugeschichtlichem und sozialgeschichtlichem Wert. 1651 als wüst liegender Garten (Gartennahrung) bezeichnet. 1842 gehörten zum Grundstück ein Gebäude und Hofraum sowie ein Garten. 1872 – damals im Besitz des Waldwärters Karl Eduard Helbig – gehörte noch eine Scheune zum Grundstück. Es handelt sich hierbei um ein typisches mittelsächsisches ländliches Wohnhaus mit massivem Erdgeschoss und verbrettertem Fachwerk im Obergeschoss, abgeschlossen durch ein Satteldach. Im Erdgeschoss wurden die ursprünglichen Fensterformate durch liegende Fenster ersetzt. Auch der vermutlich ursprünglich vorhandene Mitteleingang wurde auf die Hoftraufseite versetzt. Im Obergeschoss blieben dagegen die kleinteiligen Fenster mit Holzzierrahmen erhalten. Das Haus gehört zu den wenigen weitgehend original erhaltenen Fachwerkhäusern in Langenau, welche die Lebensbedingungen der Gärtner sowie das ländliche Bauhandwerk im 19. Jahrhundert in Mittelsachsen noch gut dokumentiert. Der Denkmalwert des Hauses ergibt sich damit aus dem bau- und sozialgeschichtlichen Wert. | 08991240 |
| Direkt Bild zu diesem Denkmal hochladen | Wohnhaus, ehemalige Schule (Knabenschule, Kühnertschule) | Neue Hauptstraße 111 (Karte)                      | Bezeichnet mit 1835 | Stattlicher Baukörper mit Fachwerk im Obergeschoss, ortshistorische Bedeutung. Erdgeschoss massiv, Sandsteingewände, ein Eingang mit Segmentbogen und Schlussstein („Gedenke an deinen Schöpfer in deiner Jugend“), Obergeschoss zum Teil mit Fachwerk, zweiriegelig mit Diagonalstreben, zum Teil massiv, eine Giebelseite verkleidet, Satteldach, Gebäude 1875 um ein Klassenzimmer erweitert. | 08991235 |
| Direkt Bild zu diesem Denkmal hochladen | Wohnhaus, Nebengebäude und Mauer | Neue Hauptstraße 113 (Karte)                      | Um 1810 (Nebengebäude); 1813 (Wohnhaus)                                                                                      | Regionaltypisches ländliches Gebäude mit Fachwerkobergeschoss, straßenbildprägend. - Wohnhaus: Erdgeschoss massiv, Fenster vorbildgerecht erneuert, Eingang mit Korbbogen und alter zweiflügeliger Tür mit Oberlicht, Obergeschoss zweiriegeliges Fachwerk mit Diagonalstreben, Giebelseite bzw. ein Giebel verbrettert, hohes Krüppelwalmdach, Schieferdeckung - kleines Nebengebäude (gegenüberliegend): zum Teil mit Fachwerk, Giebel verbrettert, Satteldach, Schieferdeckung - Trockenmauer hinter dem Wohnhaus zum Stützen des Hangs | 08991234 |
| Direkt Bild zu diesem Denkmal hochladen | Wohnhaus (ehemals Holzhandlung Heinze) | Neue Hauptstraße 114 (Karte)                      | Um 1888 | Putzbau mit intaktem Wand-Öffnung-Verhältnis in exponierter Lage von baugeschichtlichem und ortsgeschichtlichem Wert. Zweigeschossig, massiv, Sandsteingewände, Türgewände mit profilierten Verdachungen, Fenster mit Sprossung und Winterfenster, Krüppelwalmdach, im Giebel Lünette, kleine Gaupe mit Lünette, Schieferdeckung. | 08991233 |
| Weitere Bilder                          | Ehemalige Lutherschule, langjährig Rathaus | Neue Hauptstraße 120 (Karte)                      | 1883 | Putzbau mit akzentuierender Portalgestaltung an straßenbildprägender Stelle, ortshistorische und schulhistorische Bedeutung. Natursteinsockel, zweigeschossig, massiv, im Erdgeschoss sehr große Fenster, Fenster mit Sprossung (erneuert), Portal in der Mitte mit seitlichen Pilastern und pyramidalen Bekrönungen, Satteldach, fünf Gaupen, profilierte Traufe. | 08991232 |
| Direkt Bild zu diesem Denkmal hochladen | Schule mit Freiflächengestaltung und Treppenanlage | Neue Hauptstraße 121 (Karte)                      | 1930 | Repräsentativer Putzbau mit rustiziertem Sockel und Portal, originale Details, ortsgeschichtliche, schulgeschichtliche und baugeschichtliche Bedeutung. Hohes Sockelgeschoss, aus der Mitte gerückter Eingang mit Freitreppe, spitzbogiger Eingang von rustizierten Quadern eingefasst, links davon 2×3 rechts 1×3 Fensterensemble (Klassenzimmer) mit originalen Kastenfenstern, Walmdach mit sieben Gaupen, zentraler Dachreiter. Vor dem Gebäude Treppenanlage mit Natursteinstützmauern. Gedenkstein: gemauerter Sockel, an dem abgerundeten Stein polierte Tafel: „Geschwister Scholl, ermordet: 22. Februar 1943, Ehre Ihrem Andenken“ – Tafel des Steins entfernt, weswegen der Gedenkstein aus der Denkmalliste gestrichen wurde. | 08991231 |
| Direkt Bild zu diesem Denkmal hochladen | Seitengebäude eines Zweiseithofes | Neue Hauptstraße 133 (Karte)                      | Ende 19. Jahrhundert | Landschaftstypisches ländliches Gebäude mit verbrettertem Obergeschoss, straßenbildprägend. Zweigeschossig, Erdgeschoss massiv, zum Teil verändert, Obergeschoss Fachwerk, Fenster ursprüngliche Größe, mit Sprossung, Satteldach. Das Zweihufengut lag mehrfach brach oder wüst (1651, 1807 als wüst gelegenes 2-Hufen-Gut bezeichnet). 1843 gehörte das Gut dem Erbrichter Carl August Steiger, es umfasste damals Garten, Gebäude, Hofraum, Felder und Hutung. 1857 brannte das Gut nach Blitzschlag nieder. Die Brandstelle gehörte Carl Moritz Siegel, der das zum Grundstück gehörende Wohnhaus erbauen ließ. Es ist anzunehmen, dass damit zeitgleich auch die Scheune entstand, welche auf Grund ihres guten Originalzustandes als Zeugnis des ländlichen Bauhandwerks und als typisches Wirtschaftsgebäude baugeschichtliche und sozialgeschichtliche Bedeutung erlangt. Der zweigeschossige verbretterte Fachwerkbau mit massivem Erdgeschoss steht giebelständig zur Straße. Zwei Holzschiebetore befinden sich an der Hoftraufseite. Das Gebäude wird durch ein flachgeneigtes Satteldach abgeschlossen. Wesentliche bauliche Veränderungen sind nicht feststellbar. | 08991274 |
|                                         | Vermutlich ehemaliges Spritzenhaus | Neue Hauptstraße 134 (Karte)                      | 19. Jahrhundert | Kleiner Putzbau, weitgehend ursprüngliches Aussehen erhalten, als Zeugnis des Feuerlöschwesens von Langenau von ortsgeschichtlicher Bedeutung. Eingeschossig, massiv, Giebelseite zur Straße mit Segmentbogen mit altem Tor, zwei rundbogige Giebelfenster mit originaler Sprossung, Satteldach. | 08991275 |
| Direkt Bild zu diesem Denkmal hochladen | Wohnhaus | Neue Hauptstraße 162 (Karte)                      | 2. Hälfte 18. Jahrhundert | Regionaltypisches ländliches Wohnhaus, Fachwerkobergeschoss mit Verbretterung, von baugeschichtlicher und sozialgeschichtlicher Bedeutung. Fenster mit Sprossung und Winterfenster, Fenster mit Zierrahmung. Im Jahr 1651 lag das Grundstück wüst. 1843 werden ein Gebäude, Hofraum und Garten genannt, ebenso 1861. Das als Häusleranwesen oder Gärtnerhaus erbaute Fachwerkhaus beeindruckt durch sein authentisches Erscheinungsbild. In den letzten Jahren erfolgte eine behutsame und denkmalgerechte Sanierung unter Wahrung des Originalbestandes. Über längsrechteckigem Grundriss erhebt sich das zweigeschossige Gebäude mit massivem Erdgeschoss und verbrettertem Fachwerkobergeschoss. Im Erdgeschoss finden sich Natursteingewände und Winterfenster. Der Eingangsvorbau ist eine spätere Zutat, die jedoch das Erscheinungsbild des Hauses kaum beeinträchtigt. Auch im Obergeschoss blieben ebenso wie im Erdgeschoss die kleinformatigen Originalfenstergrößen und deren Anordnung erhalten. Das Haus schließt mit einem steilen Satteldach ab. Die Bauweise des Hauses sowie die urkundlichen Nachweise legen die Vermutung nahe, dass das Gebäude bereits im ausgehenden 18. Jahrhundert erbaut wurde. Durch den bemerkenswerten Originalzustand des Fachwerkbaus wird dieser zum Zeugnis der Lebensverhältnisse und des ländlichen Bauhandwerks des 18. Jahrhunderts, woraus sich seine bau- und sozialgeschichtliche Bedeutung ableitet. | 08991277 |
| Direkt Bild zu diesem Denkmal hochladen | Scheune | Neue Hauptstraße 173 (Karte)                      | Kern um 1700 | Stattliche Scheune eines Dreiseithofes, im Keller mit Tonnengewölbe, baugeschichtlich wertvoll. Feldstein, verputzt, Hofseite mit einem großen Rundbogentor, Außenseite zwei große Rundbogentore, mächtiges Satteldach, Giebel verbrettert, gestampfter Lehmboden, ca. 1/4 ist unterkellert, Tonne aus Feldsteinen gemauert. Laut Häuserchronik von Langenau wurde der Dreiseithof im 16. Jahrhundert erbaut, 1636 gehörte eine Hufe Land zum Gut. | 08991279 |
| Direkt Bild zu diesem Denkmal hochladen | Ehemalige Ölmühle August Friedrich Enzmann, später Gewerbebau (Linealfabrik Richard und Frieda Loos) und Wohnhaus                                                                                           | Neue Hauptstraße 186 (Karte)                      | Um 1780 | Putzbau auf Hakengrundriss mit weitgehend intaktem Wand-Öffnungs-Verhältnis in ortsbildprägender Lage von ortsgeschichtlicher und baugeschichtlicher Bedeutung. Hakengrundriss, zweigeschossig, massiv, Winterfenster, Satteldach. | 08991304 |
| Direkt Bild zu diesem Denkmal hochladen | Zwei durch einen Maschinenschuppen miteinander verbundene Seitengebäude eines Dreiseithofes | Oberer Siedlungsweg 11 (Karte)                    | Um 1800 (Stallscheune); 1909 (Seitengebäude hangwärts)                                                                       | Winkelförmig angelegte stattliche Wirtschaftsgebäude mit regionaltypischer Verbretterung von baugeschichtlicher und ortsbildprägender Bedeutung. Zweigeschossig, Erdgeschoss überwiegend massiv, Segmentbogentore, Obergeschoss Fachwerk verbrettert, Fenster mit Sprossung, das Satteldach im Winkel abgewalmt, Dachaufbau. | 08991282 |
| Direkt Bild zu diesem Denkmal hochladen | Dampfhammer | Oberreichenbacher Straße (Karte)                  | 1930 | Museal aufgestellter Schmiedehammer als technisches Denkmal, von technikgeschichtlicher und ortsgeschichtlicher Bedeutung, ca. 3,50 m hohes Eisengestell. Dampfhammer der Sächsischen Maschinenfabrik vorm. Richard Hartmann AG Chemnitz: Einständerhammer mit Ventilsteuerung, Bärgewicht 0,4 t, 1 Zylinder, 1 Expansionsstufe, HD-Zylinderdurchmesser 280 mm, Kolbenhub 700 mm, Dampfdruck 12 bar, Drehzahl 120/min. 1930 durch das Dampfhammerwerk Ferdinand Weinhold aus Langenau erworben, bis 1983 dort in Betrieb, danach im Besitz des VEB Preß- und Schmiedewerks „Einheit“ in Brand-Erbisdorf. Ab 1997 Eigentum der Gemeinde Langenau. Seit 2000 auf dem ehemaligen Parkplatz am sogenannten Geiselgut nahe dem ehemaligen Dampfhammerwerk Ferdinand Weinhold als technisches Denkmal aufgestellt. Dieser zwar nicht in Langenau produzierte, aber langjährig genutzte Dampfhammer erinnert an die lange Geschichte des ortsansässigen Hammerwerkes. Der Denkmalwert des nun funktionslosen Schmiedehammers ergibt sich aus seiner orts- und technikgeschichtlichen Bedeutung. | 08991289 |
| Direkt Bild zu diesem Denkmal hochladen | Wohn- und Verwaltungsgebäude des ehemaligen Langenauer Hammerwerks (Weinholdscher Hammer, Langenauer Hammer)                                                                                                | Oberreichenbacher Straße 1 (Karte)                | Kern 18. Jahrhundert (bezeichnet mit 1938)                                                                                   | Letztes erhaltenes Bauwerk des Langenauer Hammers bzw. des Hammerwerkes von Ferdinand Weinhold, nach der Stilllegung des Betriebes langjährig leerstehend und im Verfall begriffen, als wichtiges Zeugnis der Industriegeschichte der Region und des Ortes von regionalgeschichtlicher und industriegeschichtlicher Bedeutung. - Wohnhaus: Erdgeschoss massiv, Eingänge mit abgeschrägtem Backsteingewände, Obergeschoss teils verbrettert, teils verschiefert, Erker, Fenster mit Sprossung, Krüppelwalmdach, drei Gaupen, Schieferdeckung - Torhaus: massiv, Sockel und Ecklisenen aus Bruchstein, Walmdach, Schieferdeckung - Vier Torpfeiler: Sandstein, ca. 1,80 m, oben abgeschrägt - Natursteinmauer: zum Haus hin mit Abschwung | 08991271 |
| Direkt Bild zu diesem Denkmal hochladen | Ehemaliges Huthaus der Hoffnung Gottes Fundgrube mit Scheidebank sowie Halde (Einzeldenkmale der Sachgesamtheiten 09304709, 09208116 und 09208604)                                                          | Zur Hoffnung 5 (Karte)                            | Um 1780 (Huthaus) | Einzeldenkmale der Sachgesamtheit Brander Revier; trotz baulicher Veränderungen weiterhin von ortshistorischer und bergbaugeschichtlicher Bedeutung | 08991306 |
| Direkt Bild zu diesem Denkmal hochladen | Wohnhaus | Zur Striegisquelle 1 (Karte)                      | Mitte 19. Jahrhundert | Landschaftstypisches Gebäude mit verbrettertem Fachwerk-Obergeschoss von baugeschichtlichem Wert. Ländliches Wohnhaus, vermutlich vor 1843 erbaut. Erdgeschoss massiv, zum Teil Fenster zugesetzt, Winterfenster, Obergeschoss überwiegend Fachwerk, Zierrahmung, Fenster mit Sprossung, Satteldach. 1843 vorhanden mit Gebäude, Hofraum und Garten, Häusler- oder Gärtneranwesen. Zweigeschossiges traditionelles Fachwerkhaus mit massivem Erdgeschoss und verbrettertem Fachwerkobergeschoss. Abgeschlossen durch ein Satteldach. Das Gebäude beeindruckt durch seine bis heute erhaltene landschaftstypische Ausprägung und erlangt für die Geschichte des ländlichen Bauhandwerks der Region des beginnenden 19. Jahrhunderts einen baugeschichtlichen Wert. | 08991283 |
| Direkt Bild zu diesem Denkmal hochladen | Nebengebäude und Scheune eines Dreiseithofes | Zur Striegisquelle 11 (Karte)                     | 2. Hälfte 19. Jahrhundert (Scheune); Ende 19. Jahrhundert (Seitengebäude)                                                    | Weitgehend im ursprünglichen Aussehen erhaltene Wirtschaftsgebäude von baugeschichtlichem Wert. - Scheune: zweigeschossig, Erdgeschoss massiv, Schiebetore, Obergeschoss verbrettert, Satteldach - Nebengebäude: 1½-geschossig, massiv, Rückseite verbrettert, Rolltor, Eingang mit Korbbogen und Schlussstein, Segmentbogenfenster, Satteldach Vor 1651 drei Hufen Land wüst liegend, 1843 Gebäude und Hofraum, besonders im 19. Jahrhundert ständiger Besitzerwechsel. | 08991285 |
| Direkt Bild zu diesem Denkmal hochladen | Wohnstallhaus mit Hofpflasterung vor der zugewandten Traufseite und Scheune eines Dreiseithofes | Zur Striegisquelle 12 (Karte)                     | Um 1800 (Wohnstallhaus); 1877 (Scheune mit älterem Gewölbekeller)                                                            | Stattliches Bauernhaus mit Fachwerk im Obergeschoss sowie kleine zeittypische Scheune, beide authentisch erhalten von baugeschichtlichem und sozialgeschichtlichem Wert sowie landschaftsprägend durch die exponierte Lage - Wohnstallhaus: Erdgeschoss massiv, Obergeschoss überwiegend Fachwerk, verbrettert, zum Teil Fenster mit Sprossung und Zierrahmung, mächtiges Satteldach, Giebel verbrettert, Bergegaupe - Scheune: Holzkonstruktion verbrettert, Satteldach, zum Teil Schieferdeckung | 08991284 |

## Ehemalige Denkmäler
| Bild                                    | Bezeichnung    | Lage                         | Datierung              | Beschreibung | ID       |
| --------------------------------------- | -------------- | ---------------------------- | ---------------------- | --- | -------- |
| Direkt Bild zu diesem Denkmal hochladen | Wohnstallhaus  | Buschhäuserweg 1 (Karte)     | Um 1840                | Ehemaliges Bauernhaus mit Fachwerkobergeschoss von baugeschichtlichem Wert. Erdgeschoss massiv, verändert, mehrere Vor- und Anbauten, Obergeschoss Fachwerk Konstruktion weitgehend intakt, an einer Giebelseite späterer zweigeschossiger Anbau, Obergeschoss verkleidet, Satteldach, Giebel verschiefert, 1840 urkundlich belegt als Eigentümer Christian Friedrich Gehmlich. 1843 waren vorhanden: Gebäude, Hofraum, Garten, Feld, Scheune und Wiesengrund, auf Grund dieser Angaben und des Baubefundes erscheint es wahrscheinlich, dass das Haus um 1840 gebaut sein könnte. Zwischen 2017 und 2022 aus der Denkmalliste gestrichen. | 08991238 |
| Direkt Bild zu diesem Denkmal hochladen | Häusleranwesen | Neue Hauptstraße 152 (Karte) | Mitte 19. Jahrhundert  | Ländliches Wohnhaus mit intaktem Fachwerk-Obergeschoss von baugeschichtlichem Wert. Erdgeschoss massiv, Obergeschoss Fachwerk mit ursprünglicher Fenstergröße, Fenster mit Sprossung, Winterfenster, zum Teil verschiefert bzw. verkleidet, Satteldach, Schieferdeckung. Vermutlich Mitte des 19. Jahrhunderts erbaut. Bauakten aus der Bauzeit des Hauses liegen nicht vor. Als frühe Eigentümer sind Karl August Pistorius (1881) und Friedrich Oswald Pistorius (1906) bekannt. Bei diesem zweigeschossigen Fachwerkhaus mit massivem Erdgeschoss und verkleidetem Fachwerkobergeschoss handelt es sich um ein zeit- und landschaftstypisches ländliches Wohnhaus (vermutlich Häusleranwesen), welches durch seinen guten Originalzustand zum Zeugnis ländlichen Bauens jener Zeit wird. Der Denkmalwert ergibt sich vorrangig aus dem baugeschichtlichen Wert des Hauses. Zwischen 2017 und 2022 aus der Denkmalliste gestrichen. | 08991276 |
| Direkt Bild zu diesem Denkmal hochladen | Bauernhaus     | Schmiedegasse 3 (Karte)      | Anfang 19. Jahrhundert | Regionaltypisch mit Fachwerk im Obergeschoss, durch Hanglage bildprägend, baugeschichtlich und sozialgeschichtlich bedeutsam. Sockelgeschoss und Erdgeschoss massiv, Obergeschoss überwiegend Fachwerk, zwei Seiten verkleidet, eine Giebelseite verputzt, zweite Traufseite massiv, Satteldach 1737 als im Besitz von Martin Drechsler genannt, 1843 gehörten zum Grundstück Gebäude, Hofraum, Garten. Zwischen 2017 und 2022 aus der Denkmalliste gestrichen. | 08991312 |

## Tabellenlegende
- Bild: Bild des Kulturdenkmals, ggf. zusätzlich mit einem Link zu weiteren Fotos des Kulturdenkmals im Medienarchiv Wikimedia Commons. Wenn man auf das Kamerasymbol klickt, können Fotos zu Kulturdenkmalen aus dieser Liste hochgeladen werden:
- Bezeichnung: Denkmalgeschützte Objekte und ggf. Bauwerksname des Kulturdenkmals
- Lage: Straßenname und Hausnummer oder Flurstücknummer des Kulturdenkmals. Die Grundsortierung der Liste erfolgt nach dieser Adresse. Der Link (Karte) führt zu verschiedenen Kartendiensten mit der Position des Kulturdenkmals. Fehlt dieser Link, wurden die Koordinaten noch nicht eingetragen. Sind diese bekannt, können sie über ein Tool mit einer Kartenansicht einfach nachgetragen werden. In dieser Kartenansicht sind Kulturdenkmale ohne Koordinaten mit einem roten bzw. orangen Marker dargestellt und können durch Verschieben auf die richtige Position in der Karte mit Koordinaten versehen werden. Kulturdenkmale ohne Bild sind an einem blauen bzw. roten Marker erkennbar.
- Datierung: Baubeginn, Fertigstellung, Datum der Erstnennung oder grobe zeitliche Einordnung entsprechend des Eintrags in der sächsischen Denkmaldatenbank
- Beschreibung: Kurzcharakteristik des Kulturdenkmals entsprechend des Eintrags in der sächsischen Denkmaldatenbank, ggf. ergänzt durch die dort nur selten veröffentlichten Erfassungstexte oder zusätzliche Informationen
- ID: Vom Landesamt für Denkmalpflege Sachsen vergebene, das Kulturdenkmal eindeutig identifizierende Objekt-Nummer. Der Link führt zum PDF-Denkmaldokument des Landesamtes für Denkmalpflege Sachsen. Bei ehemaligen Kulturdenkmalen können die Objektnummern unbekannt sein und deshalb fehlen bzw. die Links von aus der Datenbank entfernten Objektnummern ins Leere führen. Ein ggf. vorhandenes Icon  führt zu den Angaben des Kulturdenkmals bei Wikidata.

## Ausführliche Denkmaltexte
1. ↑  Sachgesamtheitsbestandteile der Sachgesamtheit „Brander Revier“ im Ortsteil Himmelsfürst:

Auf der Gemarkung Langenau haben sich einige obertägig sichtbare Zeugnisse des einst sehr regen Bergbaus im Brander Revier erhalten (siehe hierzu auch die geschichtliche Einordnung in 09208604). Zu diesen Zeugnissen gehören die weithin sichtbare Halde des Glück-auf-Schachts mit ihrem markanten, stufenartig ausgeformten Haldenkörper, die Langenauer Pochwerkteiche mitsamt dem zugehörigen Kunstgraben, zwei Huthäuser sowie weitere Halden und ein Teichdamm.

  - Einzeldenkmale der Sachgesamtheit „Brander Revier“ im Ortsteil Langenau:
    - Himmelsfürst-Fundgrube: Halde und Haldenstützmauer des Glück-auf-Schachtes (Am Schacht, 08991313)
    - Langenauer Pochwerkteiche und Langenauer Wasser: zwei Kunstteiche und ein Kunstgraben (Buschhäuserweg, 08991262)
    - Himmlisch Vater Erbstolln: ehemaliges Huthaus auf kleiner Halde sowie neun Rainsteine (Freistraße 6, 09305221)
    - Hoffnung Gottes Fundgrube: ehemaliges Huthaus mit Scheidebank sowie Halde (Zur Hoffnung 5, 08991306)

  - Sachgesamtheitsteile der Sachgesamtheit „Brander Revier“ im Ortsteil Langenau: Sachgesamtheitsteile sind die Halden auf der Gemarkung Langenau, die heute noch die Lage der unter ihnen abgeteuften Tagesschächte markieren und damit nicht nur eine bergbaugeschichtliche Bedeutung aufweisen, sondern vor allem auch als klar erkennbare künstliche Bodenstrukturen die sie umgebende Landschaft – eine Bergbaufolgelandschaft – prägen.
  - Halden und ein Teichdamm im Ortsteil Langenau: Die erfassten Halden sowie der Teichdamm befinden sich am nördlichen bis östlichen Rand der Gemarkung, aufgrund der geringen Anzahl wurde hier im Gegensatz zum restlichen Stadtgebiet auf den Einsatz von Planquadraten bei der Kartierung verzichtet. Für die Einordnung der Halden wurden neben der bisherigen Denkmalkartierung auf Grundlage von Beyer 1995 vor allem zwei aktuelle Karten zum Bergbaurevier Brand-Erbisdorf von 1990 und 2008 sowie mehrere historische Grubenrisse verwendet, darunter eine Karte von Freiberg und Umgebung mit Bezeichnung der Stollen und Mundlöcher von 1866 sowie zwei Grubenrisse von Stollen im Freiberger Revier von 1792 und 1804.

  1. Halde eines Tageschachts vermutlich auf den Nathan Stehenden (Flurstücke 758, 783/7)
  2. Halde des Schwarzen-Spat-Schachts – zur Gelobt Land 4. bis 8. Maß samt Niclas Fundgrube gehörig (vgl. Bergbaukarte 1990 – Nummer 254, Bergbaukarte 2008 – Nummer 306 [hier als Schacht auf den Junger St. Niklas Flachen verzeichnet])
  3. Halde des Niclaser Tageschachts auf den Römisch Adler Flachen (Flurstück 1502/1)         (Bergbaukarte 1990 – Nummer 257)
  4. Halde vermutlich der Neu Schächte auf den Hoffnung Gottes Stehenden – zur Grube Hoffnung Gottes gehörig (Flurstück 1295)
  5. Teichdamm des trockengefallenen Himmlisch Vater Kunstteiches (Flurstück 1373)
2. ↑  Holzwarenfabrik „Lipsia“:
Vor 1900 Anwesen mit Gebäude, Hofraum und Garten. Ab 1903 entstand die Holzwarenfabrik „Lipsia“ Eichner & Heinicke vermutlich in mehreren Bauabschnitten. Später wurden in der kleinen Fabrik Werkzeug- und Feilenhefte hergestellt. Ab 1958 übernahm die LPG das Grundstück und richtete in den einzelnen Gebäuden die Schlosserei, Tischlerei, Elektrowerkstatt und die Schmiede ein. Seit 1990 befindet sich das Grundstück im Privatbesitz. Laut Firmenschild befindet sich im Grundstück der Landwirtschaftsbetrieb Bigger.

Der Gebäudekomplex besteht aus vier Gebäuden. Das Wohnhaus könnte um 1850 erbaut worden sein. Es handelt sich hierbei um einen zweigeschossigen Putzbau mit vier Fensterachsen, diese im Obergeschoss mit schlichten waagerechten Fensterverdachungen. An dieses Gebäude schließt unmittelbar ein zweigeschossiger Fabrikbau mit sechs Fensterachsen an. Auch dieses Gebäude, ebenso wie die anderen Werkstattgebäude, ist ein Putzbau. Die Fenster sind typische Industriefenster mit Werksteineinfassungen und Klinkerbögen über den Fenstern. An dieses Gebäude wurde ein eingeschossiger Zwischenbau mit Schleppdach in gleicher Gestaltung wie das Fabrikgebäude angefügt. Schließlich folgt ein weiterer zweigeschossiger Putzbau mit vier Fensterachsen, vermutlich das Kessel- und Maschinenhaus.

Auffallend an diesem kleinen Fabrikkomplex ist die Authentizität der einzelnen Bauten. Die Baugeschichte lässt sich hierdurch noch gut nachvollziehen. Zahlreiche kleinere Holzfabriken gehörten seit dem 19. Jahrhundert zum Erscheinungsbild erzgebirgischer Dörfer. Sie waren neben dem Bergbau ein wichtige Erwerbsquelle der Einwohner der jeweiligen Dörfer. Kaum eine dieser Fabriken entwickelte sich zu Großbetrieben. Zumeist blieben sie kleinindustrielle Anlagen, die wohl eher Manufakturen und Werkstätten glichen. Für die kleineren Maschinen und den hohen Anteil manueller Tätigkeiten genügten kleinere Fabrikgebäude. Die ehemalige Holzwarenfabrik „Lipsia“ in Langenau ist ein anschauliches Beispiel dieser kleinen Holzfabriken. Sie zeichnet sich durch einen sehr guten Originalzustand aller Bauten aus. Hierdurch erlangt sie industrie- und baugeschichtliche Bedeutung. Weiterhin ist sie auf Grund ihrer Baumassen und der dominanten Lage von ortsbildprägender Bedeutung.
3. ↑  Wohnhaus (Am Bahnhof 1, 2):
Im Jahre 1908, gemeinsam mit seinem Fabrikhaus, lässt der Düngemittelfabrikanten Ernst David Richter durch das Bauunternehmen Moritz Siegel sein nahe dem Bahnhof gelegenes Wohnhaus errichten. Die Düngemittelfabrik wird später als BHG und Handelseinrichtung der Volks- und Raiffeisenbank genutzt.

Während die alte Düngemittelfabrik der jeweiligen neuen Nutzung baulich angepasst wurde, blieb das Wohnhaus von wenigen baulichen Veränderungen abgesehen, weitgehend authentisch erhalten. In seiner Gestaltung mit roten Klinkern und Betonwerksteinen, entspricht das Haus dem Zeitgeschmack und erinnert an die Eisenbahnarchitektur jener Jahre. Das Erscheinungsbild wird wesentlich durch die rote Klinkerverblendung mit orangefarbenen Klinkerbändern sowie die Kunststeinfenstereinfassungen geprägt. Die ebenfalls für das äußere Erscheinungsbild bedeutsame Fenstergliederung ging allerdings verloren, ebenso wurde das Dach vereinfacht.

Die einstige Düngemittelfabrik hatte für die Landwirtschaft Langenaus große Bedeutung. Ebenso waren die Nachfolgeeinrichtungen für die Bevölkerung Langenaus bedeutsam. Das Wohnhaus ist der einzige authentische Bau, der heute noch an die Existenz der Düngemittelfabrik David Richter erinnert. Neben dem baugeschichtlichen Wert als zeittypischer Wohnhausbau in gutem Originalzustand, kommt damit dem Gebäude auch noch eine ortsgeschichtliche Bedeutung zu.
4. ↑  Bahnhof Langenau:
Bahnhof Langenau: 1888 Baubeginn des Bahnhofs durch die Gemeinde. 1890 folgt mit der Fertigstellung der normalspurigen Strecke zwischen Brand und Langenau auch die Fertigstellung des Güterbodens. 1912 wird der Bahnhof umgebaut und erweitert. Sein Erscheinungsbild ist geprägt durch diese Baumaßnahme. Seit 1990 nutzt ein Eisenbahnverein den Bahnhof. 1997 erfolgt die Einstellung des Zugverkehrs. Damit kommt es auch zur Schließung des Bahnhofs. Der Bahnanschluss war von enormer wirtschaftsgeschichtlicher Bedeutung für Langenau. Die Eisenbahn als wichtigstes Transportmittel des ausgehenden 19. und beginnenden 20. Jahrhunderts war für den Bergbau und der damit verbundenen Industrie notwendig, zugleich beförderte sie auch in Langenau die Ansiedlung von Industrieunternehmen. Gerade in Bahnhofsnähe entstanden kleinere Industrieunternehmen. Natürlich hatte diese Entwicklung auch Einfluss auf die Bevölkerungsentwicklung und das Ortsbild. Damit kommt dem Bahnhof als Zeitzeugnis dieser Entwicklung eine große ortsgeschichtliche Bedeutung zu.
5. ↑  Niederes Rittergut Langenau:
Das „Untere Rittergut“ befindet sich am Ortsausgang von Langenau in Richtung Oberreichenbach. 1338 war die Familie Rülke Besitzer des Rittergutes. Bauliche Veränderungen erfolgten ab 1651 durch die Familie Griebe. Um 1890 war Hauptmann Julius Otto Braun Eigentümer des Rittergutes. Auch er führte mehrere Baumaßnahmen durch. Im Besitz der Familie Braun erlebt das Gut seine wirtschaftliche Blütezeit. Im Laufe der Zeit wurden mehrere Gebäude des Rittergutes abgebrochen, 1947 schließlich auch das Herrenhaus.

Weitgehend original erhalten blieben das Schweizerhaus und die Freitreppe des Gartenhauses (beide wurden als Einzeldenkmale ausgewiesen) sowie der das Ortsbild prägende Gutspark. Das Rittergut war Jahrhunderte lang ein wichtiger Wirtschaftsfaktor des Ortes. Die Landbevölkerung war vom Rittergut wirtschaftlich abhängig. Noch heute prägt es trotz baulicher Veränderungen das Ortsbild eindrucksvoll. Der Gutspark ist eine beispielhafte landschaftliche Parkanlage vom Ende des 19. Jahrhunderts in ausgezeichnetem Pflege- und Erhaltungszustand. Der Denkmalwert ergibt sich demnach aus der großen ortsgeschichtlichen sowie ortsbildprägenden Bedeutung der noch erhaltenen Bestandteile des Rittergutes.
  - Bauliche Schutzgüter: 
    - Treppe: Sandsteinstufen, barocke Sandsteinbalustrade (wahrscheinlich ehemals Teil der Remisen)
    - Erschließung:
      - Zugang: im Norden der Anlage von Am Parkteich
      - Wegesystem: landschaftlich geschwungene Wege mit ehemals wassergebundener Decke

  - Gartenausstattung: säulenartige, barocke Gartenskulptur (Einzeldenkmal) aus Sandstein nördlich der Freitreppe, Steinbank mit Blick über den Großen Teich südwestlich des Großen Teiches
  - Gartenbauten: fünf Holzbrücken über den Bachlauf südwestlich des Großen Teiches, kleine Steinbogenbrücken mit Holz-Geländern nordöstlich des Kleinen Teiches, weitere kleine Steinbogenbrücken mit Holz-Geländern verbindet die kleinere Insel mit dem südlich gelegenen Ufer, Sitzplatz mit Felsenpartie südlich des Großen Teiches, Sitzplatz mit Holz-Bänken am südwestlichen Ende des Parks
  - Wasserelemente: Großer Teich mit einer großen Insel im Süden, einer kleineren Insel im Nordwesten und einer sehr kleinen Insel im Nordosten des Teiches als dominierendes Element im Osten des Parks, Kleiner Teich im Westen des Parks, Bachlauf (Grundbach) durchquert den Park von Südwesten nach Nordosten und verbindet beide Teiche, heute trockener Wasserfall südlich des Kleinen Teiches, künstlicher, heute trockener Wasserlauf an der Südgrenze des Parks, alle Wasserelemente mit unregelmäßigen Steinplatten eingefasst
  - Felsenpartie nördlich des die Teiche verbindenden Bachabschnitts, Findlinge westlich des Kleinen Teiches
  - Vegetation: große Teile des Gehölzbestandes stammen vom Ende des 19. Jahrhunderts
  - Allee: ehemals vom Herrenhaus nach Süden verlaufende Linden-Allee entlang der Straße Am Parkteich (heute nicht mehr vorhanden)
  - Einzelbäume: Hänge-Buche (Fagus sylvatica f. pendula) nördlich der Freitreppe, Blut-Hänge-Buche (Fagus sylvatica cv. Pendula Purpurea) südlich der Freitreppe
  - Hecken und Sträucher: große Bestände von Rhododendren im gesamten Parkareal, üppige Farne im gesamten Parkareal, insbesondere entlang des Bachlaufs
  - Denkmalwert: beispielhafte landschaftliche Parkanlage vom Ende des 19. Jahrhunderts, ausgezeichneter Pflege- und Erhaltungszustand
6. ↑  Glück-auf-Schacht:
Aufgrund reicher Silbererzanbrüche auf dem Erzgang August Flachen im westlichen Grubenfeld der Himmelsfürst-Fundgrube (vgl. zur Geschichte der Fundgrube 09208116) ab 1857 begann man schließlich im Jahr 1859 damit, einen eigenen Hauptschacht in diesem Feldteil abzuteufen. 1878 wurde der saigere Neuschacht, ab 1882 Glück-auf-Schacht genannt, mit der Errichtung der Schachtaufsattelung fertiggestellt und reichte zunächst bis zur dritten Gezeugstrecke hinab. Die Erzförderung erfolgte ab 1878 zunächst provisorisch mit einer älteren Dampffördermaschine aus dem Rothschönberger Stolln. Erst im Jahr 1881 kam eine neue, leistungsfähigere Dampffördermaschine auf dem mit 486 Metern Teufe inzwischen bis auf Ostseeniveau reichenden Schacht zum Einsatz. Während Erz sowie taubes Gestein bis über Tage gefördert wurde, reichte es das anfallende Grubenwasser auf die fünfte Gezeugstrecke zu heben. Auf dieser konnte es zum Frankenschacht (vgl. 09208602) geleitet und dort in den Rothschönberger Stolln verfällt werden. Mit dem Anschluss von Himmelsfürst an das sächsische Eisenbahnnetz (vgl. 09208603) erhielt auch der Glück-auf-Schacht ein Zweiggleis, was den Erztransport zu den ebenfalls angeschlossenen Himmelsfürster Wäschen (vgl. 09208662) vereinfachte.

Zur Stilllegung der Himmelsfürst-Fundgrube im Jahr 1913 erreichte der Glück-auf-Förderschacht eine Teufe von 680 Metern. Zu dieser Zeit gingen die obertägigen Anlagen in den Besitz der Firma Zementindustrie GmbH Freiberg über, wobei die Verwahrungs- und Aufräumarbeiten am Schacht noch bis 1915 andauerten.

1947 wurde der Glück-auf-Schacht allerdings durch die SAG Wismut bzw. ab 1951 durch den VEB Bleierzgruben „Albert Funk“ Freiberg, den späteren VEB Bergbau- und Hüttenkombinat „Albert Funk“ Freiberg, wieder erschlossen. Obwohl im ehemaligen Himmelsfürster Grubenfeld zunächst lediglich Erkundungsarbeiten erfolgten, erhielt der Glück-auf-Schacht 1953 neben einer modernen Kaue auch ein 51 Meter hohes Doppelbock-Fördergerüst mit einer Koepe-Förderanlage. Zu dieser Zeit erreichte der Glück-auf-Schacht mit etwa 1200 Mann seine höchste Belegschaftsstärke, die um 1960 schließlich wieder auf etwa 500 Mann sank. Die Aufbereitung der geförderten Blei- und Zinkerze sowie – in sehr geringen Mengen – auch der silber- und spurenmetallhaltigen Erze erfolgte in dieser zweiten Betriebsperiode des Himmelsfürster Bergbaus nicht mehr vor Ort, sondern in den zentralen Aufbereitungsanlagen am David-Schacht in Freiberg.

Wurde der Erztransport anfänglich noch per LKW realisiert, ermöglichte ein 1962 vollendeter, 10 Kilometer langer Förderquerschlag vom Glück-auf-Schacht über den Lade-des-Bundes-Schacht (vgl. hierzu die erhaltene große Halde mit der Nummer 271 in der Sachgesamtheit Brander Revier), den Zuger Constantin-Schacht und den Thurmhof-Schacht in Freiberg einen untertägigen Transport der Erze bis zum David-Schacht. Als Transportmittel diente dabei eine bis 1964 fertiggestellte elektrisch betriebene Erzbahn. Ab 1965 konnten die Himmelsfürster und Zuger Erze so im David-Schacht nach über Tage gefördert und in der angeschlossenen Aufbereitung weiterverarbeitet werden. Aufgrund der fallenden Erzpreise kam es jedoch bereits im Jahr 1969 zu einer erneuten Stilllegung des Himmelsfürster Bergbaus.

Die Übertageanlagen übernahm der VEB Meliorationsbau Karl-Marx-Stadt, während noch bis 1970 Demontagearbeiten unter Tage ausgeführt wurden. Nach der neuerlichen Verwahrung des inzwischen etwa 800 Meter tiefen Glück-auf-Schachts folgte im gleichen Jahr der Abbruch des markanten und weithin sichtbaren Fördergerüsts. Die erhaltenen Tagegebäude des stillgelegten Schachtes nutzte von 1970 bis 1990 die Zentrale Betriebsschule des Lichtspielwesens des Ministeriums für Kultur der DDR, die an diesem Standort Facharbeiter und Meister für Filmwiedergabetechnik sowie Filmtheaterleiter ausbildete. Ab 1972 gestaltete man daher die ehemalige Hängebank sowie die Kaue zu Internatsräumen um. Heute befindet sich auf dem Areal die „Glück Auf“-Werkstätte der Lebenshilfe e.V. Freiberg, die 2010 wiederum eine Veränderung der obertägigen Anlagen zufolge hatte.

Damit ist die Grobbergehalde als letztes, authentisches Zeugnis des für die Himmelsfürst-Fundgrube sehr bedeutenden, ertragreichen Bergbaubetriebs in ihrem westlichen Grubenfeld anzusehen. Auch dokumentiert sie in ihrer heutigen Form die Lage eines Hauptschachtes der zweiten Betriebsperiode zu DDR-Zeiten, die bis zuletzt noch durch hoffnungsvolle Investitionen, wie etwa den untertägigen Anschluss an das Freiberger Grubenfeld und die Einrichtung einer untertägigen Erzförderbahn, gekennzeichnet war.  Die Halde ist mit etwa 50 Metern Höhe und einem Haldenvolumen von ca. 1.800.000 Kubikmetern eine der größten im Brander Revier. Während sie sich, vom Ortsteil Himmelsfürst aus betrachtet, an das natürliche Geländeniveau anschließt, ist sie aus westlicher Richtung deutlich als stufenartig ausgeformter und das Landschaftsbild prägender Haldenkörper am Hang auszumachen. Damit ist die Glück-auf-Schachter Halde nicht nur von großer bergbaugeschichtlicher Bedeutung, sondern auch für das Ortsbild charakteristisch und wesentlich.
7. ↑  Erbgericht Oberlangenau:
1½ Hufengut, ab 1555 zum Erbgericht geworden. 1652 liegt die Hofstelle wüst. 1664–1680 im Eigentum des Erbrichters Hannß Langer. 1743 und 1775 erfolgen Besitzerwechsel, möglicherweise danach auch Neubau des Wohnstallhauses, dessen genaues Baudatum nicht überliefert ist. Nach Schätzung des Baubestandes ist jedoch eine Erbauungszeit in der 2. Hälfte des 18. Jahrhunderts wahrscheinlich. Bis 1879 war das Gut des Erbrichters ein ganz normaler Vierseithof. Erst ab 1879 gehörte das Anwesen zum Rittergut Oberlangenau.

Das zweigeschossige Wohnstallhaus weist die typische Proportion und Konstruktion dieser Baugattung auf. Das Erdgeschoss ist massiv und verputzt, das Obergeschoss besteht überwiegend aus Fachwerk, teils verkleidet, teils verbrettert. An der rückwärtigen Traufseite wurde das Fachwerk dagegen teilweise durch Mauerwerk ersetzt. Abgeschlossen wird das zeit- und landschaftstypische Gebäude durch ein Krüppelwalmdach. Die zugehörige Scheune ist baulich überformt, so dass dieser kein Denkmalwert zukommt.

Der Denkmalwert des ehemaligen Erbgerichtes ergibt sich aus der baugeschichtlichen Bedeutung als besonders typisches sächsisches Wohnstallhaus aus dem ausgehenden 18. Jahrhundert sowie aus der für die Ortsgeschichte bedeutsamen Funktion als Erbgericht.
8. ↑  Wohnhaus und Gartenhaus (Brander Straße 13):
Villa mit Arztpraxis und zugehöriges Gartenhaus, 1935 bzw. 1937 für den Landarzt Willy Wittig nach Entwurf des bekannten Freiberger Architekten Rolf Göpfert (1903–1994) erbaut, der gleichzeitig für die Bauausführung verantwortlich war.
  - Villa: zweigeschossig, massiv, eingezogener Eingang an der Gebäudeecke mit Segmentbögen und mit rustiziertem Eckpfeiler, Sockel ebenfalls aus rustizierten Quadern, Obergeschoss durch leichten Überstand optisch abgesetzt, Wandgestaltung durch unterschiedliche Fensterbreiten bzw. -bänder oder Rundfensterchen, Fenster leider mit zu breiten Profilen und falscher Teilung erneuert, Schlagläden fehlen, hohes Walmdach, zwei stehende Gaupen, eine Fledermausgaupe, Schieferdeckung, angebaute Garage mit segmentbogigem Tor, sehr flaches Walmdach
  - Gartenhaus: eingeschossig, massiv, rundbogiger Eingang, Sockelbereich und Stützmauer aus grob behauenen Sandsteinen, zur Gartenseite insgesamt vier große originale Schiebefenster, zwei davon nehmen die ganze Giebelseite ein, dazwischen drei kräftige, verzierte Holzbalken, an der rückwärtigen Schmalseite vier kleine Fenster in Reihe, geschweiftes Walmdach mit starkem Dachüberstand, Schieferdeckung

Trotz der erwähnten leichten baulichen Veränderungen kann festgestellt werden, dass sowohl die Villa, als auch das zugehörige Gartenhaus in sehr gutem Originalzustand überliefert sind. Dem Gebäudekomplex liegt ein individueller Entwurf zugrunde, so dass von der Singularität von Villa und Gartenhaus ausgegangen werden kann. Das durch den Heimatstil geprägte Gebäudeensemble fügt sich durch seine kleinteilige Gestaltung, Farbgebung und Materialwahl harmonisch in das Landschaftsbild ein. Als typisches Beispiel ländlichen Villenbaus der 1930er Jahre erlangen Villa und Gartenhaus baugeschichtliche Bedeutung. Die anspruchsvolle Gestaltung und die Tatsache, dass es sich hierbei um ein Bauwerk des bedeutenden Freiberger Architekten Rolf Göpfert handelt, begründen weiterhin die künstlerische Bedeutung beider Bauten.
9. ↑  Pochwerkteiche:
Die Langenauer Pochwerkteiche, bestehend aus dem Oberen und Unteren Pochwerkteich, wurden um 1570 angelegt, um über einen vermutlich auf Oberbergmeister Martin Planer zurückgehenden Kunstgraben der St. Michaeliser Grube Einhorn bzw. der Brander Grube St. Wenzel Aufschlagwasser zuzuführen. Die Teiche trugen dementsprechend ursprünglich auch den Namen Einhorner Teiche, der Kunstgraben war wahlweise unter der Bezeichnung St. Wenzels oder Einhorner Kunstgraben bekannt. Aufgrund des immer größer werdenden Bedarfs an Aufschlagwasser der Himmelsfürst-Fundgrube (vgl. zur Geschichte der Fundgrube 09208116), ließ diese den bestehenden Kunstgraben im Jahr 1742 bis zu ihren zentralen Aufbereitungsanlagen (vgl. 09208662) verlängern. Entsprechend seiner Funktion erhielt der Kunstgraben nun die Bezeichnung Himmelsfürster Wäschgraben. 1769 erwarb die Fundgrube die beiden Kunstteiche, die das Wasser des Kuhbaches speicherten. Damit war sie in trockenen Sommermonaten unabhängiger von den Wasserzuteilungen aus dem von der Kurfürstlichen Stolln- und Röschen-Administration zu Freiberg (der späteren Revierwasserlaufsanstalt, vgl. hierzu 08991218) verwalteten System an Kunstteichen, -gräben und Röschen. Beide Teiche wurden daher in der Folgezeit auch als Himmelsfürster Teiche bezeichnet. Sie weisen etwa 5 Meter hohe Erddämme auf, ihr Stauvolumen beträgt insgesamt ca. 250.000 m³. Heute werden sie als Badeteiche genutzt. In unmittelbarer Umgebung der Pochwerkteiche sind einige Rainsteine erhalten, zwei weitere befinden sich in der Sammlung des Museums „Huthaus Einigkeit“ in Brand-Erbisdorf.

Der im 20. Jahrhundert schließlich als Langenauer Kunstgraben oder Langenauer Wasser bezeichnete Graben beginnt am Unteren Pochwerkteich, kreuzt in nordwestlicher Richtung die Brander Straße, um dann in einem Bogen nach Westen in die Ortslage von Langenau zu führen. Anschließend verläuft er annähernd parallel zur ehemaligen Eisenbahnstrecke Brand–Langenau. Südlich der Halde des Glück-auf-Schachts (vgl. 08991313) mündet er schließlich in die Langenauer Rösche, welche die Bahnstrecke zweimal unterquert und nach ca. 500 Metern am unteren Röschenmundloch an der Mittleren Wäsche der Himmelsfürst-Fundgrube endet. Sein Verlauf ist vor allem in Ortslage an einigen Stellen unterbrochen, andere Teilstücke sind jedoch noch gut im Gelände ablesbar und durch angrenzenden Baumbestand bzw. durch die zum Schutz des Wassers über den Grabenquerschnitt gedeckten mächtigen Gneisplatten markiert. Der obere Kunstgrabenabschnitt ist zudem noch wasserführend. Sowohl die beiden Langenauer Pochwerkteiche als auch die erhaltenen Teilstücke des Langenauer Kunstgrabens sind als Zeugnisse des einst bestehenden Speicher- und Zuleitungssystems zur Wasserversorgung nahegelegener Gruben und vor allem der Erzaufbereitungsanlagen der Himmelsfürst-Fundgrube von bergbaugeschichtlicher und ortsgeschichtlicher Bedeutung.

Als privat finanzierte und genutzte Anlagen ergänzten sie das sehr umfangreiche, staatlich finanzierte und koordinierte System bergwasserwirtschaftlicher Anlagen der späteren Revierwasserlaufsanstalt. Damit dokumentieren sie die Bestrebungen der Grubenbetriebe, eine möglichst durchgängige Versorgung mit Aufschlag- und Wäschwasser für ihre technischen Anlagen zu gewährleisten. Zudem kommt den Langenauer Pochwerkteichen sowie den als Geländestufen erkennbaren Kunstgrabenteilstücken eine landschaftsbildprägende Bedeutung zu.
10. ↑  Abgerissenes Huthaus des Himmlisch Vater Erbstolln und Rainsteine:
Das Wohnhaus, ein schlichtes zweigeschossiges Gebäude mit massivem Erdgeschoss aus Bruchsteinmauerwerk und Fachwerkobergeschoss – beides verputzt – sowie hohem Satteldach, war ein vermutlich im 18. Jahrhundert errichtetes und in späterer Zeit leicht verändertes Huthaus. Es gehörte zu der im 18. Jahrhundert betriebenen Grube Himmlisch Vater Erbstolln und befand sich auf einer kleinen Halde über einem Kunstschacht auf den Himmlisch Vater Stehenden. Der von dem Grubenbetrieb vorgetriebene Himmlisch Vater Stolln erschloss die Erzvorkommen dieses Erzganges und entwässerte zugleich die Grubenbaue.

Ein ursprünglich im Kunstschacht zwecks Wasserhaltung betriebenes Kunstrad erhielt sein Aufschlagwasser aus dem südöstlich gelegenen Himmlisch Vater Teich, dessen Teichdamm noch als Bodenstruktur erhalten ist (Teil der o. g. Sachgesamtheit). Das ehemalige Huthaus wies einen zweigeschossigen Anbau mit flachem Satteldach am Nordgiebel auf sowie einen weiteren, eingeschossigen Anbau mit Pultdach an der westlichen Traufseite. Mit authentischer Fensterteilung, einem originalen Türgewände aus scharriertem Sandstein sowie dem für derartige Zechenhäuser typischen, hohen Dachstuhl dokumentierte das Gebäude auf der kleinen Halde des Kunstschachtes die südöstlichste Ausdehnung des Brander Reviers. Es war damit von bergbaugeschichtlicher Bedeutung für Brand-Erbisdorf und zudem landschaftsbildprägend. Die ehemals als Sammlung vor der Halde zusammengetragenen Rainsteine aus der Umgebung waren zudem als Dokumente historischer Flurgrenzen von ortsgeschichtlicher Bedeutung.

Inschriften der Rainsteine (von links nach rechts): – 1782 (seitlich „1“) – 1750 – kursächsisches Landeswappen – 1759 (seitlich „4“) – 1750 – No. 30/1833 – No. 32/1833 – No. 27/1833 – 50./1836.
11. ↑  Oberes Rittergut Langenau:
1506 erwarben die Herren von Günterroda von Hans und Heinrich Rülken Oberlangenau und richteten hier ihren Wohnsitz ein. In dieser Zeit wurde das ehemalige Erbgericht Oberlangenau mit drei Hufen zum Rittergut. Bis 1551 befanden sich das Rittergut und das Dorf Oberlangenau im Besitz der Familie von Günterroda. Mehrfacher Besitzerwechsel des Dorfes und damit des Rittergutes.1818 erwarb Alexander Rudolph Oberlangenau. Er war der letzte Erbherr, der beide Rittergüter besaß. 1849 bis 1859 besitzt der Posthalter von Tharandt Carl August von Oelschlägel Oberlangenau. Sein Sohn Emil Richard August von Oelschlägel besaß von 1859 bis 1895 das Rittergut (bis 1915 im Familienbesitz). 1915 bis 1945 im Besitz der Familie von Hofgarten. 1945 Enteignung des 330 ha großen Rittergutes und Aufteilung an Neubauern. Ab 1950 Kindergarten und Schwesternstation, ab 1960 Kinderhort, Schulhort und Gemeindebücherei, auch nach der Wende verschiedene Gemeindenutzungen. Zum Rittergut gehörten auch noch das „Steigergericht“ in der Brander Str. 7, 8, 9, das „Kühnitz-Gut“ (Wohnung der Kutscher des Rittergutes) und das „Melkhaus“ (heute Wohnhaus). Nach 2009 umfassende Sanierung, dabei Abbruch des angebauten Kindergartens und „Wiedererrichtung“ des Turms. Diese Umbaumaßnahmen waren jedoch auch mit Substanzverlusten verbunden.

Das Herrenhaus des Rittergutes ist ein zweigeschossiger Massivbau. Die Fassade wird geprägt durch ein Sockelgeschoss mit teilweiser Putzquaderung, profilierten Gurtgesimsen, Ecklisenen, profilierten Werksteingewänden, einem dreiachsigen Mittelrisalit – im Traufbereich mit Mäanderband. Das Drempelgeschoss weist kleine liegende Rechteckfenster auf. Abgeschlossen wird das Haus durch ein Satteldach. Die Brennerei ist ein eingeschossiger Bruchsteinbau (teils auch Ziegelmauerwerk) und schließt durch ein Satteldach ab. Im hinteren Grundstücksbereich steht ein Brunnenhaus, ein quadratischer Putzbau mit Zeltdach.

Das Herrenhaus war Bestandteil eines Wirtschaftshofes, dessen Nordseite durch das Herrenhaus begrenzt wurde. Zum Rittergut gehörten auch eine Gärtnerei sowie die Parkanlage unterhalb des Rittergutes sowie eine Kastanienallee, die den Zufahrtsweg zum Rittergut flankiert. Vom Rittergut blieb lediglich das Herrenhaus ursprünglich erhalten, die anderen Gebäude, auch die Brennerei, wurden baulich überformt. Der Denkmalwert des Herrenhauses ergibt sich aus seiner bau- und ortsgeschichtlichen Bedeutung.
12. ↑  Kirche:
Die Kirche ist das älteste Bauwerk von Langenau. Bereits 1185 ist eine Kirche in Langenau urkundlich belegt, da der Ort schon damals als Pfarrdorf bezeichnet wird. Seit 1351 findet sich in den Urkunden die Bezeichnung „Kirche“. 1663 erfolgten bauliche Veränderungen an der Kirche (Anbau Altarraum, Einbau Emporen, Verlegung Treppenhäuser in den Außenbereich usw.). 1698 Schaden durch Blitz am Turm und anschließende Reparatur. Ab 1828 erneute Kirchenerneuerung. 1841 Bau der Orgel durch den Orgelbaumeister Daniel August Zachert aus Altchemnitz. 1866 werden die alten Glocken von 1615, 1663 und 1721 in der Große’schen Glockengießerei in Dresden umgegossen. 1888 Restaurierung der Kirche. Im gleichen Jahr bekam die Kirche eine hölzerne Taufe geschenkt. Die 1895 zersprungene große Glocke wurde in der Firma C. Albert Bierling in Dresden umgegossen. Die neue Glocke konnte 1895 eingeweiht werden. Zwei der Glocken wurden als „Kriegsnotopfer“ 1917 eingeschmolzen. 1917 konnten schließlich drei neue Glocken aus Hartguss erworben werden, die 1919 zum Erntedankfest eingeweiht wurden. 1919 entstand im Auftrag der Familie Otto von Braun die geschnitzte Kanzel des Bildschnitzers Ernst Dagobert Kaltofen (1841–1922). 1934 erfolgte eine umfassende Erneuerung der Kirche, im gleichen Jahr Weihe der nunmehr als „Christuskirche“ genannten Kirche. Nach 1985 Sanierungen, u. a. neuer Außenputz (1992). 1994 folgt eine Innensanierung.

Vermutlich spätgotische Saalkirche umgeben von einem durch eine Mauer umfriedeten Kirchhof. Verputzter Bruchsteinbau mit dreiseitigem Ostabschluss mit hohem Walmdach, dieses durch Dachreiter bekrönt. Den Haupteingang bildet ein rundbogiges Sitznischenportal aus Porphyrtuff, um 1580 vermutlich gefertigt durch Samuel Lorentz d. Ä. und Uriel Lorentz. Das Portal stammt vom Herrenhaus des Rittergutes Niederlangenau und wurde nach 1945 in die Kirche eingefügt. Das Innere der Kirche ist flachgedeckt, an drei Seiten befinden sich eingeschossige Emporen, an der Nordseite eine Patronatsloge mit Wappen von Oehlschlägel, von Braun und von Rilke. Zur Ausstattung gehören Sandsteinreliefs, vermutlich um 1575/80 durch Andreas Lorentz oder Uriel Lorentz d. Ä. geschaffen. Zu nennen ist die durch den für seine volkstümlichen Schnitzereien bekannten Schnitzer Ernst Dagobert Kaltofen geschaffen Kanzel.

Die Kirche ist umgeben vom alten Kirchhof, welcher größtenteils durch eine Kirchhofmauer eingefasst ist. Den Zugang zu Kirche und Kirchhof bildet ein Rundbogentor neben dem Pfarrhaus mit der Inschrift „Es ist noch eine Ruhe vorhanden dem Volke Gottes“. An der dem Friedhof zugewandten Mauer des Pfarrhauses stehen vier alte Grabmäler.

Der Denkmalwert der Dorfkirche ergibt sich aus deren bau- und ortsgeschichtlicher sowie ortsbildprägender Bedeutung. Auch das nur noch vereinzelt anzutreffende Kirchhofportal und die umgebende Kirchhofmauer sind von baugeschichtlicher und großer ortsgeschichtlicher Bedeutung. Das Grabmal der Familie des Rittergutsbesitzers Braun erinnert an eine für das Wirtschaftsleben des Dorfes und damit für die Dorfentwicklung wichtige Persönlichkeit und erlangt somit auch ortsgeschichtliche Bedeutung. Interessant ist auch die Grabgestaltung, die bewusst eine Blickbeziehung zum Rittergut der von Braun herstellt. Im Oktober 2004 wurde eine Gedenkstele mit der Büste des ursprünglich Langenauer Bildschnitzer Ernst Dagobert Kaltofens (23. Dezember 1841 bis 27. September 1922) aufgestellt, welcher durch seine Schnitzwerke mit Genredarstellungen des Bergbaus bekannt wurde. Noch ist diese Stele kein Kulturdenkmal, weil noch nicht einmal 10 Jahre seit ihrer Herstellung vergangen sind.
13. ↑  Pfarrhaus und Kirchgemeindehaus:
Das Pfarrhaus dürfte wohl aus der vorreformatorischen Zeit stammen. Im Dreißigjährigen Krieg wurde es geplündert und brannte aus, so dass es unbewohnbar war. Für die Jahre 1653 und 1826 sind umfängliche Reparaturmaßnahmen belegt. 1826 kommt es auch zur Erweiterung des Pfarrhauses. Diese Bauphasen haben das heute noch existente Gebäude wesentlich geprägt. Das im Grundstück befindliche Nebengebäude wurde 1876 erbaut. Später erfuhr es eine Umnutzung als Gemeindehaus. Diese Umnutzung dürfte nach dem heutigen Erscheinungsbild des Hauses zu urteilen um 1905 erfolgt sein, denn diese Umnutzung war offensichtlich mit einem grundlegenden Umbau des Hauses verbunden. Es wird heute als Kirchgemeindesaal genutzt.
  - Pfarrhaus: Erdgeschoss massiv, Sandsteingewände, Eingang mit Segmentbogen und Schlussstein, Obergeschoss mit zweiriegeligem Fachwerk mit Diagonalstreben, Teil der Schwelle mit Kehlung, Giebelseite verschiefert, Rückseite massiv, Fenster im Obergeschoss mit Sprossung, Krüppelwalmdach, Schieferdeckung. Zweigeschossiger stattlicher Fachwerkbau mit massivem Erdgeschoss und regelmäßigem Fachwerk im Obergeschoss. Die Fenster werden durch Sandsteingewände gerahmt. Der Hauseingang weist heute ein Segmentbogenportal mit Schlussstein auf, welches durchaus aus dem Jahr 1826 stammen könnte. Teilweise blieben zwischen dem Rähm des Erdgeschosses und der Schwelle des Obergeschosses Füllhölzer mit einer Schiffchenkehlung erhalten, die durchaus ein Hinweis auf Reste des Baubestandes aus der Zeit vor dem Dreißigjährigen Krieg sein könnten. Abgeschlossen wird das Gebäude durch ein hohes schiefergedecktes Krüppelwalmdach.
  - Gemeindehaus: Eingeschossiger Putzbau mit Satteldach mit Dacherker. Im Rahmen der Umnutzung drei Fenstergruppen mit je drei schmalen hohen Fenstern eingefügt. Hierbei erhielt das Gebäude auch den Dacherker mit Mansarddach und kreuzförmigem Fenster. An der Giebelseite schließt sich ein weiterer Anbau an, in dem sich der Eingang zum Gemeindesaal befindet. Die zweiflügelige Haustür mit eher geometrischem Jugendstilornament und rundbogigem Oberlicht blieb original erhalten.

Gemeinsam mit der Kirche und der benachbarten ehemaligen Kirch- und Mädchenschule blieb hier oberhalb der Dorflage ein bauliches Ensemble von großer Authentizität erhalten, welches das Dorfbild unverwechselbar prägt. Die Gebäude beeindrucken durch ihre besonders typische und weitgehend originale Ausprägung. Sie sind jeweils für ihre Zeit wichtige Zeugnisse ländlichen Bauhandwerks. Zugleich kommt allen Gebäuden auf dem Kirchberg auf Grund ihrer langen und für den Ort bedeutsamen Nutzungsgeschichte eine große ortsgeschichtliche Bedeutung zu.
14. ↑  Ehemalige Schule (Kirchberg 6):
1574 erster urkundlicher Beleg als „Custodia“. Bezeichnet mit 1781, 1783 letzter urkundlich erwähnter Umbau, der das heutige Erscheinungsbild des Hauses maßgeblich prägt. Seit der Einweihung der neuen Dorfschule im Jahr 1835 unterrichtete man Mädchen und Jungen getrennt voneinander. Die Mädchen besuchten weiterhin die Kirchschule, während die Jungen die neue Schule besuchten. 1839 erfolgte der Umbau des ehemaligen Stalls der Kirchschule zum Klassenraum. 1914 erhielt die Schule elektrisches Licht. 1921 wird im Haus eine Mädchenfortbildungsschule eingerichtet, welche 1930 wieder aufgehoben wird. Seitdem wird das Gebäude als Wohnhaus mit Gewerberäumen genutzt.

Das stattliche Fachwerkhaus weist ein massives und verputztes Erdgeschoss mit Sandsteinfenstergewänden und einem Segmentbogenportal mit Schlussstein aus Sandstein auf. Bemerkenswert sind die immer noch erhalten gebliebenen Kreuzstockfenster, möglicherweise sogar aus der Bauzeit bzw. Umbauzeit des Hauses. Das zweiriegelige Fachwerk des Obergeschosses ist regelmäßig ausgebildet und weist keine nennenswerten baulichen Veränderungen auf. Möglicherweise wurden die Fenster leicht vergrößert. Abgeschlossen wird das Haus durch ein steiles schiefergedecktes Satteldach. Mit dem benachbarten Pfarrhaus, dem Gemeindesaal und der Kirche bildet das Haus ein beeindruckendes Bauensemble von großer baugeschichtlicher, ortsgeschichtlicher und ortsbildprägender Bedeutung.
15. ↑  Wohnstallhaus (Lochmühlenweg 2):
1834 brannte der Bauernhof ab. Die Inschrift über dem Hauseingang des Wohnhauses „Johann George Richter …“ weist auf den Zeitpunkt des Neubaus bzw. Wiederaufbaus des Hauses und auf den Bauherren hin. Bereits seit 1977 steht das Wohnstallhaus unter Denkmalschutz. Es wurde damals hervorgehoben, dass das Haus die „ältesten Wohnfenster des Ortes“ habe. Nach der Sanierung vor 2001 waren diese Fenster nicht mehr vorhanden. Trotzdem beeindruckt dieses Gebäude durch seine Authentizität. Wie für Bauernhäuser im Freiberger Raum üblich, wurde das Erdgeschoss bereits massiv aufgeführt. Die Wand-Öffnungs-Verhältnisse blieben bauzeitlich erhalten. Das Obergeschoss wurde in Fachwerkbauweise aufgerichtet. Es handelt sich hierbei um ein zeittypisches Gefüge mit jeweils zwei Riegeln, zahlreichen gezapften Streben und einer Bergetür über der Hauseingangstür. Auch im Obergeschoss blieben die Fenstergrößen und deren Anordnung erhalten. Abgeschlossen wird das Gebäude durch ein schiefergedecktes Satteldach. Durch die urkundlich belegte und durch Inschrift am Schlussstein bestätigte Bauzeit des Hauses und die Authentizität des Bauwerks ergeben sich wichtige Einblicke in das ländliche Bauhandwerk und die Gestaltung der Bauernhäuser im beginnenden 19. Jahrhundert. Daraus leitet sich die baugeschichtliche und volkskundliche Bedeutung des Hauses ab.
16. ↑  Lochmühle:
Die „Gehegemühle“ wird laut Kirchenchronik 1743 durch den Gerichtsherren und Rittergutsbesitzer von Ober- und Niederlangenau Gottlob Heinrich Griebe erbaut. Bereits seit 1749 ist auch der parallel verwendete Name „Lochmühle“ belegt und hat seinen Ursprung möglicherweise in der Grenzlage der Mühle zwischen dem Hersfelder Lehen des hessischen Klosters Hersfeld und dem Besitz des Klosters Altenzelle bei Nossen. Möglicherweise ist er aber auch in der regen Bergbautätigkeit vor Ort und den nahen Mundlöchern begründet. Diese enge Verbindung zwischen Mühlenbetrieb und lokaler Bergbautätigkeit wird auch angesichts eines Vertrags von 1791 zwischen den Rittergutsbesitzern, Mühlenpächtern und der Fundgrube Himmelsfürst über die Nachnutzung des Mühlenaufschlagwassers durch die nahegelegene Sieben Planeten Fundgrube deutlich. Dieser führte zur Anlage eines heute noch im Gelände sichtbaren Kunstgrabens zwischen Lochmühle und Sieben Planeten (vgl. 09208597).

Die beiden erhaltenen Gebäude der Mühle – ehemals Stallgebäude sowie Scheune – wurden vermutlich ab 1755, mit Sicherheit aber bis 1787 errichtet und weisen möglicherweise auf eine zusätzlich zum Mühlengeschäft aufgenommene Landwirtschaft hin. Um 1800 ergänzte ein um 1875 wieder abgebrochener Schuppen östlich des vorbeiführenden Mühlweges zwischen den Gemeinden Langenau und Linda den Mühlenkomplex. Neben diesen Gebäuden gehörten 1843 auch der umschlossene Hofraum, ein Garten, Wiesen und Felder zum Grundstück. Bis zum Brand der Lochmühle 1924 wurde der Komplex mit angeschlossener Bäckerei durchgängig von Pachtmüllern bzw. ab dem Konkurs des Ritterguts- und Gehegemühlenbesitzers Carl Christian Rudolph 1848 und dem nachfolgenden Verkauf 1849 von privater Hand bewirtschaftet. 1886 ergänzten die Eigentümer den Mahlbetrieb um eine Ölmühle und während des Ersten Weltkriegs um eine kleine Schankwirtschaft. 1919 entstanden in der Scheune Mietwohnungen.

Der Brand 1924 zerstörte das Mühlengebäude und führte damit zum Ende des Mühlenbetriebs, obwohl das Aufschlagwasser durch den Einbau einer Turbine 1928 noch der Stromerzeugung diente und über eine Transformatorenstation am ehemaligen Schuppen in das Elektrizitätsnetz eingespeist wurde. Das ebenfalls abgebrannte Stallgebäude wurde zwischen 1925 und 1932 als Bäckerei, Gaststätte und Pension wieder aufgebaut. Die ehemalige Scheune erlitt keinen Brandschaden und erhielt 1939 im Erdgeschoss einen Garageneinbau. Zwischen 1942 und 1990 wurde der Mittelbau als Erholungsheim genutzt, zunächst von dem Sozialgewerk der Dresdner Handwerker, 1944 bis 1945 vom Amt für Wohlfahrt der NSDAP zur Unterbringung von Kriegsflüchtlingen aus Ostpreußen und als Volkseigentum nach 1945 u. a. von der Karl-Marx-Universität Leipzig. Seit 2006 befindet sich die Lochmühle wieder in Privatbesitz.

Der ab 1925 unter Nutzung der Mauern des Vorgängerbaus wieder aufgebaute Mittelbau der Lochmühle ist ein massives, zweigeschossiges Gebäude mit schiefergedecktem Mansarddach und Dachhecht. Im Erdgeschoss befinden sich zwei Eingänge. Neben der regelmäßigen Reihung der Fenster im Erd- und Obergeschoss fallen vor allem die tiefen Fensterlaibungen im Inneren auf. 

Das Nebengebäude, die zum Wohnhaus umgebaute Scheune, steht rechtwinklig zum Mittelbau und ist als zweigeschossiger Massivbau mit verbrettertem Giebel und schiefergedecktem Krüppelwalmdach ausgeführt. Die Toreinfahrt der Garage weist einen Korbbogenabschluss auf. Von dem 1924 abgebrannten Mühlengebäude sind heute noch Mauerreste nördlich des Mittelbaus erhalten, ebenso ist der Mühlgraben noch gut im Gelände erkennbar.

Die im Striegistal gelegene Lochmühle wird nicht nur in der Häuserchronik für Langenau als die bekannteste Mühle des Ortes bezeichnet, sondern ist der Bevölkerung auch heute noch als Ausflugslokal und Erholungsheim im Gedächtnis. So dokumentieren die heute erhaltenen Gebäude des ehemaligen Mühlenkomplexes nicht nur einen traditionellen Mühlenstandort, sondern auch die vielfältigen Bemühungen des 20. Jahrhunderts, diesen auch nach dem Niedergang des Mühlengewerbes zu erhalten und zu nutzen. Der Standort hatte für das alltägliche Leben der Bevölkerung von Langenau und Linda als Mühle, Bäckerei und als öffentliche Gaststätte über lange Zeit eine große Bedeutung, führte aber auch Ortsfremde in der Nutzungsperiode als Erholungsheim in die Umgebung.

Der Denkmalwert ergibt sich daher eindeutig aus dem ortsgeschichtlichen Wert der erhaltenen Anlage. Auf Grund des langjährigen Leerstandes und des daraus resultierenden ruinösen Zustandes kommt den Bauwerken hingegen nur ein geringer baugeschichtlicher Wert zu, der zudem überwiegend für die letzte Bauperiode zwischen 1925 und 1932 von Relevanz ist. Jedoch lässt sich aufgrund der Reste des ehemaligen Mühlengebäudes und vor allem in Verbindung mit dem weitgehend erhaltenen Mühlgraben eine technikgeschichtliche wie auch bergbaugeschichtliche Bedeutung des Komplexes ableiten, da sowohl die Wasserzuführung und der Mühlradantrieb aufgrund dieser Zeugnisse noch anschaulich bleibt, als auch die Verwobenheit der hiesigen Mühlgräben mit dem bergbaulichen Wasserversorgungssystem aufgrund des weiterführenden, ebenfalls erhaltenen Sieben-Planeten-Kunstgrabens deutlich wird.
17. ↑  Ehemalige Schankwirtschaft (Mühlenweg 12):
1651 als wüst gelegener Garten (Gartennahrung) bezeichnet. 1843 im Besitz der Witwe Johanne Concordia verwitwete Walter – damals gehörten zum Grundstück Gebäude, Hofraum und Garten. 1874 und 1905–1916 Materialwarenhandel Karl Einhorn, später Schankwirtschaft „Zum Schmied-Karl“. Ab 2002 Nutzung des Obergeschosses als Heimatstube durch den Heimatverein 1185 Langenau/Erzgebirge e. V.

Zweigeschossiges Fachwerkhaus mit massivem Erdgeschoss und verputztem bzw. verbrettertem Fachwerkobergeschoss. Hausabschluss durch Satteldach. Bemerkenswert waren zum Zeitpunkt der Denkmalausweisung im Jahr 2001 die originalen gesprossten Fenster, die nur noch vereinzelt an Gebäuden anzutreffen sind. Das Gebäude beeindruckt durch seinen guten Originalzustand, wodurch es zum wichtigen Zeugnis für die Geschichte des ländlichen Bauwesens um 1800 in Mittelsachsen wird. Ebenso dokumentiert das Haus eindrucksvoll die Lebensbedingungen jener Zeit.
18. ↑  Villa (Neue Hauptstraße 2):
1924 ließ der Langenauer Hammerwerksbesitzer Weinhold für seine Tochter eine Villa nach Entwurf des Dresdner Architekten Conrad Materne errichten. Der Villa vorgelagert ist eine Terrasse mit Freitreppe zum Garten. Die Villa und der Garten blieben weitgehend original erhalten. Der zweigeschossige, durch den Heimatstil beeinflusste Putzbau erhebt sich über einen rechteckigen Grundriss mit polygonalem Vorbau zum Garten. Der Natursteinsockel steht im wirkungsvollen Kontrast zu den sandfarbenen Putzflächen. Die Fassade ist sachlich gestaltet und wird geprägt durch profilierte Fenstereinfassungen und Gurtgesimse. Der Hauseingang wird von Viertelsäulen gerahmt. Zum Zeitpunkt der Denkmalausweisung war die originale Haustür mit Glaseinsatz und Ziervergitterung vorhanden. Über dieser und einem benachbarten kleinen Fenster befindet sich eine Verdachung mit kleinerem Dreiecksaufsatz. An den Hauptbaukörper fügen sich seitlich je ein eingeschossiger Anbau mit abgewalmtem Dach an. Der Gartenseite vorgelagert ist ein zweigeschossiger polygonaler Vorbau mit Säulen im Erdgeschoss. Der Eingangsvorbau öffnet sich zur vorgelagerten Terrasse mit Naturstein-Stützmauer und Pfeilern. Ein hohes schiefergedecktes Walmdach mit stehenden Gaupen schließt das Haus ab. Ebenso wie das Haus blieb auch der zugehörige Villengarten in authentischem Zustand erhalten. Neben Großgrün blieben auch Terrassierungen erhalten. Durch die Authentizität und gestalterische Qualität kommt der Villa mit Garten ein baugeschichtlicher Wert zu. Auf Grund der Bedeutung des Bauherrn für die Wirtschaftsgeschichte des Ortes ergibt sich der Denkmalwert des Hauses auch aus dessen ortsgeschichtlichem Wert.

Eingangsvorbau mit abgefasten Ecken, Verdachung mit kleinerem Dreiecksaufsatz, je ein seitlicher eingeschossiger Anbau mit abgewalmtem Dach, zur Gartenseite zweigeschossiger polygonaler Anbau mit Säulen im Erdgeschoss, insgesamt originale Fenster, zum Teil Kastenfenster, an einigen Fenstern originale Gitter, Fenstergewände zum Teil mit profilierten Verdachungen oder profilierten Sohlbänken, profiliertes Gurtgesims und Traufe, hohes Walmdach, Schieferdeckung, je zwei stehende Gaupen, an der Schmalseite breite Schleppgaupe. Heute im Originalzustand erhalten.
19. ↑  Bauernhaus (Neue Hauptstraße 81):
1861 erbaut. Damaliger Eigentümer Wüstner. Nachfolgend mehrfacher Besitzerwechsel. Das Anwesen besteht heute aus einem Wohnhaus und einer Scheune (Scheune 2012 aus der Denkmalliste gestrichen). Das Wohnhaus ist ein typisches mittelsächisches Bauernhaus mit massivem Erdgeschoss und verbrettertem Fachwerk im Obergeschoss. Abgeschlossen wird das Gebäude durch ein Krüppelwalmdach mit einer Schleppgaube an der zugewandten Traufseite.

Das Wohnhaus gehört zu den wenigen weitgehend original erhaltenen Fachwerkbauten im Dorf. Es dokumentiert ländliches Leben und Bauhandwerk und erlangt somit einen baugeschichtlichen bzw. sozialgeschichtlichen Wert.

Eingangsvorbau, Obergeschoss überwiegend Fachwerk, eine Traufseite und eine Giebelseite verbrettert, zweite Giebelseite massiv, drei liegende Dachfenster, zur Talseite eine breite Schleppgaupe, Scheune: Bruchstein, in der Mitte großes Segmentbogenfenster, einige Öffnungen verändert, Krüppelwalmdach, profilierte Traufe. Mehrfacher Besitzerwechsel.
20. ↑  Ehemalige Kühnertschule:
1835 durch die Gemeinde erbaut und als Knabenschule genutzt. 1836 Schulweihe (als „Kühnertschule“ bekannt). 1875 erweitert um ein Klassenzimmer. 1905 Unterricht in zwei Klassen für 195 Knaben. 1930 nach Bau einer Zentralschule Aufhebung des Schulbetriebes. Danach Nutzung als Handelseinrichtung bzw. Gemeindeschwesternstation, heute im Eigentum der Stadt Brand-Erbisdorf. Zweigeschossiges Gebäude über längsrechteckigem Grundriss. Das Erdgeschoss massiv, der Hauseingang durch Sandsteingewände mit Segmentbogen und Schlussstein eingefasst. Der Schlussstein und das Portal bezeichnet mit „Gedenke an deinen Schöpfer in deiner Jugend / 1835“. Das Fachwerk im Obergeschoss blieb nur teilweise erhalten. Es ist zweiriegelig mit Diagonalstreben. Abgeschlossen wird dieses, das Ortsbild maßgeblich prägende Gebäude, durch ein Satteldach.

Als eine der ältesten Schulen des Ortes, die im Zusammenhang mit der Sächsischen Staatsreform und dem in diesem Zusammenhang 1835 erlassenen Gesetz über das Elementar-Volksschulwesen, noch im gleichen Jahr durch die Gemeinde von Langenau erbaut wurde, kommt dem Gebäude ortsgeschichtliche und schulgeschichtliche Bedeutung zu.
21. ↑  Wohnhaus, Nebengebäude und Mauer (Neue Hauptstraße 113):
Laut Kirchenchronik 1813 erbaut, damaliger Besitzer Chirurgus Grund. 1827/1843 umfasste das Grundstück Gebäude, Hofraum, Garten und Schuppen. 1885 erfolgte der Umbau der Stallungen zu einer Werkhalle (Sattlerei) durch den damaligen Besitzer Emil Reinhard Börner. Lt. mündlicher Aussagen hätte das Grundstück zur Kirche gehört und wurde als Lagergebäude genutzt. 1770 sei der Umbau zum Wohnhaus mit Stallungen erfolgt. Die Baukonstruktion des Hauses lässt darauf schließen, dass die Kirchenchronik das tatsächliche Baujahr des Hauses nennt.

Das Gebäude ist wohl eines der bedeutendsten Fachwerkhäuser aus dem 19. Jahrhundert in Langenau, welches hierdurch sowohl baugeschichtliche als auch sozialgeschichtliche Bedeutung erlangt. Mit dem Hausensemble in Kirchennähe prägt das Fachwerkhaus eindrucksvoll das Ortsbild.
22. ↑  Wohnhaus, ehemals Holzhandlung Heinze (Neue Hauptstraße 114):
1888 im Besitz des Tischlermeisters Johann Christian Helbig. Das Grundstück umfasste Haus und Garten sowie einen Erlenniederwald. Es kann davon ausgegangen werden, dass das Gebäude in der 2. Hälfte des 19. Jahrhunderts errichtet wurde, möglicherweise durch den Tischlermeister Helbig. Später befanden sich im Haus ein Handel mit Zigarren und Zigaretten, ab 1923 eine Bau- und Möbeltischlerei. 1992 erfolgte der Umbau und Ausbau der Werkstatt, dabei auch die Sanierung des Hauptgebäudes.

Zweigeschossiger Putzbau mit Hauseingang in der Mitte der Traufseite. Dieser eingefasst durch ein Türportal mit profilierter Verdachung. Die Fenster durch Natursteingewände eingefasst und heute überstrichen. Alle Fenster mit Funktionsteilung und Winterfenstern. Giebel mit Lünette. Abschluss durch flachgeneigtes Krüppelwalmdach, heute keine Gauben. Der zeit- und landschaftstypische Putzbau beeindruckt durch seine Authentizität und die denkmalgerechte Sanierung, wodurch das Haus heute wesentlich das Dorfbild prägt. Als wichtiges Handwerkerhaus kommt ihm ortsgeschichtliche Bedeutung zu. Zugleich ist das Gebäude ein eindrucksvolles Beispiel ländlichen Bauhandwerks des ausgehenden 19. Jahrhunderts und erlangt damit auch baugeschichtliche Bedeutung.
23. ↑  Rathaus:
1880 als Schule erbaut. 1893 Erweiterung der „Lutherschule“. Seit 1905 Unterbringung des Standesamtes der Gemeinde im Schulgebäude. Nach 1934 Rathaus sowie Spar- und Girokasse. Nach 1945 folgten erneute Änderungen der Nutzung, so beispielsweise als Polizei, Schwesternstation, Kinderkrippe, Zweigstelle der Kreissparkasse. 1993 wird das ehemalige Schulhaus saniert und erneut als Rathaus mit Einliegerwohnungen genutzt. Nach 2002 Vermietung für Gewerbezwecke. Breitlagernder zweigeschossiger Putzbau mit neun Fensterachsen. Hauseingang in der Mitte der Traufseite mit aufwändigem Portal mit seitlichen Pilastern und pyramidalen Bekrönungen. Traufe profiliert, Abschluss durch flachgeneigtes Satteldach mit fünf Gaupen.

Der Schulneubau der Gemeinde trug einer gewachsenen Anzahl der Schüler, aber auch höheren Ansprüchen an die Volksbildung Rechnung. Auch dieser Schulbau basiert auf neuen gesetzlichen Grundlagen, in diesem Fall dem Königlich Sächsischen Volksschulgesetz vom 26. April 1873, in dem umfassende Regelungen zur baulichen Herstellung der Schulgebäude enthalten waren. Besonderes Augenmerk wurde auf die Belichtung und Beheizung der Unterrichtsräume gelegt. Enthalten sind auch Vorschriften zur Klassenstärke und Unterbringung der Lehrer. Vergleicht man die Dorfschulgebäude des ausgehenden 19. Jahrhunderts in Sachsen, so wird deutlich, dass sich auf der Grundlage dieser gesetzlichen Vorschriften ein „Schultyp“ entwickelt hat, der trotz gestalterischer Varianten große Ähnlichkeiten im äußeren Erscheinungsbild aufweist. Die authentisch erhaltenen Dorfschulen, zu denen auch die Langenauer Schule trotz Anpassungen im Inneren gehört, dokumentieren damit exemplarisch sächsische Schulpolitik. Neben der ohnehin vorhandenen ortsgeschichtlichen Bedeutung erlangt die Langenauer Schule damit auch schulgeschichtliche Bedeutung.
24. ↑  Schule (Neue Hauptstraße 121):
Schulneubau von 1930, Bauausführung durch Fritz Genge aus Flöha. Dieser Neubau löste die ehemalige Knabenschule ab, die nach 1934 als Rathaus genutzt wurde. Moderner und architektonisch anspruchsvoller Schulbau mit großzügiger Freitreppe zwischen Neuer Hauptstraße und dem Schulgelände. Traufständig zur Straße stehend, zweigeschossig, Putzbau mit leicht seitlich versetztem Haupteingang. Dieser durch farbige Klinker eingefasst. Die Fassade des Gebäudes ist ansonsten schlicht, das Erscheinungsbild wird lediglich durch die zu Gruppen (je Klassenzimmer) geordneten Rechteckfenster gegliedert. Den Abschluss bildet ein Walmdach mit mittig angeordnetem Dachreiter und zahlreichen Gauben, ebenfalls mit Walmdächern. Das Schulgebäude weist äußerlich keine wesentlichen baulichen Veränderungen auf.

Der Schule vorgelagert ist eine terrassierte Freifläche, die ursprünglich sicherlich gärtnerisch gestaltet war. Auch diese Schule, wie die anderen noch existierenden Schulen von Langenau, dokumentiert neue Auffassungen des Schulbaus. Typisch für jene Zeit ist z. B. die Gestaltung des Schulumfelds. Alle drei zu unterschiedlichen Zeiten erbauten Schulen der Gemeinde Langenau stehen in unmittelbarer Nachbarschaft zueinander und dokumentieren die jeweils geltenden Ansichten zum Schulwesen und insbesondere des daraus resultierenden Schulhausbaus. Ein vergleichbares Schulensemble ist nur sehr selten anzutreffen, so dass diesem Ensemble eine besondere schulgeschichtliche Bedeutung zukommt. Natürlich gibt die Größe der Schulen auch Auskunft über den Stellenwert der Schule im Dorfleben und über die Bevölkerungszahl. Die drei Schulgebäude stehen für mehr als 100 Jahre Schulgeschichte in Langenau und erlangen somit eine große ortsgeschichtliche Bedeutung. Die besonders typische Ausprägung des sicherlich durch den Heimatstil beeinflussten Bauwerkes und dessen anspruchsvolle Gestaltung begründen weiterhin auch eine baugeschichtliche Bedeutung.
25. ↑  Spritzenhaus (Neue Hauptstraße 134):
Im 18. Jahrhundert werden schon mehrere Spritzenhäuser in Langenau genannt. Es ist davon auszugehen, dass sie nach dem Erlass der Dorf-Feuerordnung des Königreiches Sachsen aus dem Jahr 1775 erbaut wurden. Neben umfangreichen Vorschriften zur Feuervermeidung und Feuerbekämpfung wird auch die Anschaffung von Feuerspritzen und deren Unterbringung in entsprechenden Schuppen geregelt. Der kleine Massivbau erinnert an ein Spritzenhaus, es könnte sich aber auch um ein kleines Nebengebäude handeln. Nach den Gestaltungselementen dieses Hauses zu urteilen, wie beispielsweise die Rundbogenfenster über dem Tor und die Ausbildung der Traufe legen die Vermutung nahe, dass das auf dem Grundstück Neue Hauptstraße 134 befindliche kleine Nebengebäude aus dem 19. Jahrhundert stammen könnte.

Durch die Hanglage konnte das Gebäude zweigeschossig ausgebildet werden in ein niedriges Sockel- oder Kellergeschoss und den eigentlichen Raum mit Toreinfahrt. Abgeschlossen wird der kleine Zweckbau durch ein flachgeneigtes Satteldach. Dieses Gebäude ist das wohl am originalsten erhaltene Spritzenhaus von Langenau und wird hierdurch zum eindrucksvollen Zeugnis der Feuerwehrgeschichte von Langenau.
26. ↑  Ehemalige Ölmühle (Neue Hauptstraße 186):
Ehemalige Ölmühle, vermutlich 1780 erbaut. 1843 befand sie sich im Eigentum von August Friedrich Enzmann. Seit 1884 war Karl August Lötsch der Ölmüller. 1891 kam es zum Brand. Seit 1920 befand sich in der Mühle ein Handel mit Leinöl. Seit 1923 wechselte die Nutzung der Gebäude mehrfach. Beispielsweise befand sich hier die Sattlerei von Albert Mildner, es wurden Holzwaren produziert. Lange Zeit befand sich in den Räumen die Linealfabrik von Richard und Frieda Loos, weiterhin eine Knochen- und Getreideschroterei (Bezeichnung: Knochenmühle), 1939–1942 eine durch Kurt Schlieder betriebene Holzriemenscheibenproduktion.

Das in seinem äußeren Erscheinungsbild ungewöhnliche Gebäude prägt durch seine markante Lage im Zwickel zwischen der Neuen Hauptstraße und dem Oberen Siedlungsweg das Ortsbild maßgeblich. Hakengrundrisse, wie sie bei diesem Hauskomplex anzutreffen sind, gibt es in Mittelsachsen nur selten. In diesem Fall ist die Wahl des Grundrisses nutzungsbedingt und sicherlich auch durch die Grundstücksgrenze und -lage begründet. Der zweigeschossige Putzbau mit schlichten Natursteinfenstereinfassungen und abschließendem Satteldach ist weitgehend im bauzeitlichen Zustand überliefert. Durch die vielfältigen Nutzungen des Gebäudekomplexes erlangt dieser eine große Bedeutung für die wirtschaftliche Entwicklung des Ortes, als authentisch erhaltener Mühlen- und Wohnhausbau aus der Zeit um 1800 wird dieser auch noch zum wichtigen Zeugnis ländlichen Bauhandwerks. Der Denkmalwert ergibt sich demnach vor allem aus der bau- und ortsgeschichtlichen Bedeutung der alten Ölmühle.
27. ↑  Zwei Seitengebäude eines Dreiseithofes (Oberer Siedlungsweg 11):
1651 befanden sich an gleicher Stelle zwei Güter mit zwei Hufen Land. Nach 1879 gehörte die Hofanlage zum Rittergut Oberlangenau. Der Bau des Wohnhauses, welches nicht als Kulturdenkmal ausgewiesen wurde, erfolgte 1880. Die den Baukomplex prägenden denkmalgeschützten Wirtschaftsgebäude entstanden in mehreren Bauabschnitten. Der älteste Teil dürfte die dem Wohnhaus gegenüberliegende Scheune mit einer vermuteten Bauzeit um 1800 sein. Das zwischen der Scheune und dem Wohnhaus hangwärts gelegene Seitengebäude, eine Stallscheune, ließ der damalige Gutsbesitzer Robert Erler 1909 bauen. Der Bauentwurf stammt vom Freiberger Baumeister Bruno Barth, ausgeführt wurde der Bau durch Hermann Walther. 1916 folgte eine Baumaßnahme am gleichen Gebäude. Durch einen in seinem äußeren Erscheinungsbild an die Scheune und das Seitengebäude angepassten Machinenschuppen wurden beide Gebäude im Jahr 1925 miteinander verbunden. Durch diese Baumaßnahme erhielt der Baukomplex sein beeindruckendes und das Ortsbild maßgeblich prägendes Erscheinungsbild. Mit dem Entwurf und der Ausführung des Bauwerks war Baumeister Paul Ziller beauftragt.

Der Baukomplex weist die gleichen konstruktiven und gestalterischen Merkmale auf. Die Erdgeschosse wurden massiv aufgeführt und verputzt und erhielten je nach Nutzung Fenster- und Türöffnungen. Die Obergeschosse wurden in Fachwerkbauweise aufgeführt und als Wetterschutz verbrettert. Den Hausabschluss bildet ein Satteldach. Der Baukomplex blieb weitgehend original erhalten und vermittelt somit authentische Einblicke von der Funktionalität ländlicher Wirtschaftsgebäude des 19. und beginnenden 20. Jahrhunderts sowie vom ländlichen Bauhandwerk jener Zeit. Der Denkmalwert ergibt sich danach aus der bau- und sozialgeschichtlichen sowie auf Grund der markanten Ortslage aus der ortsbildprägenden Bedeutung.
28. ↑  Weinholdscher Hammer:
1764 errichtete Johann Gottfried Ulbricht am Zusammenfluss von Schwarzbach und Striegis aus einer alten Schmelzhütte eine Schmiede. Er stellte fortan Bergbau- und Hüttenwerkzeuge her. Wasserkraft für den Betrieb zweier Schwanzhämmer war zur Genüge vorhanden. 1829 übernahm Herr Martini als zweiter Besitzer die Schmiede, dessen Vorfahren Frohnauer Hammerschmiede gewesen waren. 1850 erwarb der aus dem alten Erdmannsdorfer Hammergeschlecht stammende Ferdinand Weinhold das Hammerwerk. Bis um 1900 produzierten hier vier bis fünf Angestellte Bergbau- und Hüttenwerkzeuge. 1903 übernahm dessen Sohn Ferdinand Weinhold das Hammerwerk, der als erster in Sachsen Gesenkschmiedestücke herstellte.

Aus der alten Hammerschmiede entstand in kontinuierlicher Entwicklung die Gesenkschmiederei, Preß- und Hammerwerke Ferdinand Weinhold. 1939 zum 175-jährigen Betriebsjubiläum hatte das Werk 200 Beschäftigte. 1946 erfolgte die Enteignung des Hammerwerkes F. Weinhold. Fünf Jahre später schlossen sich der Langenauer und die Brand-Erbisdorfer Betriebe zum VEB Preß- und Schmiedewerk „Einheit“ Brand-Erbisdorf zusammen. Am 31. März 1983 erfolgte der letzte „Dampfhammerschlag“ (laut Häuserchronik von Langenau). Anschließend wurden in Langenau sogenannte „Konsumgüter“ produziert. Nach 1989 wurde der Standort Langenau aufgegeben. Ein neuer Investor begann mit der Sanierung des Hauptgebäudes, die jedoch vollständig zum Erliegen kam. Große Teile des Werkes wurden 1993 abgebrochen, nur das inzwischen ruinöse ehemalige Wohn- und Verwaltungsgebäude, ein ebenfalls ruinöses Pförtnerhaus und Mauerreste stehen heute noch. Noch kündet das ruinöse Wohn- und Verwaltungsgebäude des Weinholdschen Hammerwerkes vom bedeutendsten Industriebetrieb Langenaus, welcher auch überregional Bedeutung erlangte. Der Denkmalwert dieses einzigen erhaltenen Hammerwerkgebäudes ergibt sich aus dessen Erinnerungswert an die Wirtschafts- und Industriegeschichte des Ortes.
29. ↑  Hoffnung Gottes Fundgrube:
Die Hoffnung Gottes Fundgrube ist eine der südlichsten Gruben des Brander Reviers. Sie ist laut Wagenbreth und Wächtler seit 1767 nachweisbar und wurde trotz ihrer untertägigen Ausdehnung und mehrerer zugehöriger Tageschächte als relativ unbedeutende Zeche im Jahr 1886 stillgelegt und nicht – wie etwa die benachbarte Grube Reicher Bergsegen (vgl. 09208533) – vom sächsischen Staat übernommen. Die Erzabbaue befanden sich u. a. auf dem Erzgang Hoffnung Gottes Stehender, doch waren die Ausbeuten wohl eher gering. So ist die Hoffnung Gottes Fundgrube etwa im Bergkalender von 1776 als Zubußzeche verzeichnet. Um 1800 konnte der Thelersberger Stolln in das Grubengebäude der Hoffnung Gottes Fundgrube eingebracht und damit die Grubenwasserhaltung verbessert werden. Mit der Übernahme der Grube durch die Himmelsfürst-Fundgrube (vgl. zur Geschichte dieser Fundgrube 09208116) etwa gegen Mitte des 19. Jahrhunderts bildete das Grubengebäude schließlich den südlichsten Teil des sehr umfangreichen Himmelsfürster Grubenfeldes. Abgesehen von der nördlich gelegenen Halde des Legteich-Schachts (Teil der Sachgesamtheit „Brander Revier“) zeugen heute lediglich die steile Halde des Lange-Halde-Schachtes sowie das unterhalb gelegene, um 1780 errichtete Huthaus der Hoffnung Gottes Fundgrube. Das zweigeschossige Gebäude mit massivem Erd- und verbrettertem Fachwerk-Obergeschoss besteht aus zwei an den unterschiedlichen Firsthöhen erkennbaren Gebäudeteilen.

Der als Huthaus dienende Teil weist ein höheres, am hinteren Giebel abgewalmtes Satteldach auf, während der längere Gebäudeteil – die ehemalige Scheidebank – ein niedrigeres Satteldach besitzt. Die Dachfläche der rechten Traufseite des Huthauses reicht als Schleppdach bis auf das Erdgeschoss und wird von einer langgezogenen Schleppgaube unterbrochen. Auch die Dachfläche der Scheidebank war auf dieser Seite ursprünglich bis auf das Erdgeschoss niedergebracht, während die linke Traufseite eine Art Fußwalm mit zurückgesetztem Fachwerkobergeschoss aufwies. 1929 wurde dieser Gebäudeteil allerdings zu Wohnzwecken umgebaut und mit einem vollen Obergeschoss versehen. Eine Sandsteintafel mit der Inschrift „Huthaus zur Hoffnung Gottes Fdgr.“ befindet sich an der Nordostecke der ehemaligen Scheidebank. Trotz der baulichen Veränderung der ehemaligen Scheidebank ist die Aufteilung des Gebäudes in zwei Nutzungseinheiten weiterhin ablesbar. Das ehemalige Huthaus ist in gutem Originalzustand. Zusammen mit der gegenüber befindlichen Halde zeugt das Denkmalensemble von der örtlichen Bergbautätigkeit im 18. und 19. Jahrhundert. Zudem markiert es nicht nur die südlichste Grubenfelderschließung durch den aus vielen Nebenzweigen bestehenden Thelersberger Stolln – dem wichtigsten Wasserlösestolln des Brander Reviers, sondern auch die südlichste, durch Konsolidierung erfolgte Grubenfelderweiterung der bedeutenden Himmelsfürst-Fundgrube. Damit ist das Denkmalensemble ein wichtiges Zeugnis der regionalen Bergbaugeschichte sowie von landschaftsbildprägender Bedeutung.

Lang gestreckter Baukörper, aus zwei Teilen zusammengesetzt, hinterer Teil: zweigeschossig, Erdgeschoss massiv, Obergeschoss Fachwerk, drei Fensterachsen an der Traufseite, Obergeschoss und Giebelseite verbrettert, hohes Satteldach, an einer Seite mit Krüppelwalm, vorderer Teil: zweigeschossig, Erdgeschoss massiv, Obergeschoss Fachwerk, verbrettert, vergrößerte Fenster, Satteldach, mit niedrigerer Firsthöhe, anscheinend später Winkel verändert und diesen Gebäudeteil insgesamt verbreitert die Grube „Hoffnung Gottes“ ging 1567 in Betrieb, zunächst als Haspelschacht betrieben, entwickelte sich zu einer der größten Gruben, 1886 Stilllegung, einziges erhaltenes Gebäude das Huthaus, erbaut 1780 – ursprünglich aus zwei Gebäudeteilen bestehend – dem Wohnhaus und der Scheidebank, das Wohnhaus ist der Teil mit dem hohen steilen Satteldach, die Scheidebank hatte ursprünglich ein Schleppdach – dieser Gebäudeteil 1929 zu Wohnzwecken umgebaut.
30. ↑  Wohnstallhaus und Scheune (Zur Striegisquelle 12):
Bereits vor 1651 wird das als Gärtnerei betriebene Anwesen urkundlich erwähnt. Im Jahr 1843 umfasste das Anwesen Gebäude, Hofraum, Garten und Wiese. 1877 ist der Bau einer Scheune über dem alten Gewölbekeller urkundlich belegt. Das Wohnstallhaus beeindruckt durch seinen guten Originalzustand. Es wurde vermutlich um 1800 oder davor erbaut.

Das zweigeschossige Gebäude erhebt sich über einem längsrechteckigen Grundriss. Im Erdgeschoss ist es massiv und verputzt (vermutlich Bruchsteinmauerwerk mit Natursteinfenstergewänden). Das Fachwerkobergeschoss wurde verbrettert, die Fensteröffnungen erhielten eine zeittypische feine Holzrahmung mit kleinen Dreieckgiebelchen. Abgeschlossen wird das Gebäude durch ein steiles Satteldach mit mittig der Traufseite angeordneter Ladeluke mit Schleppdach. An der hinteren Traufseite befindet sich ein kleines massives Wasserhaus. Wesentliche, das äußere Erscheinungsbild beeinträchtigende Änderung sind nicht festzustellen. Im rechten Winkel steht eine kleine, ebenfalls recht ursprüngliche Scheune, ein vollständig verbretterter Fachwerkbau.

Die Bauzeit lässt sich durch die Holzverkleidung nicht beurteilen. Vor dem Wohnhaus befindet sich eine Pflasterung aus Granitplatten. Beide Gebäude dokumentieren durch die Authentizität ihres Baubestandes in exemplarischer Weise das ländliche Bauhandwerk im 18. bzw. 19. Jahrhundert in Mittelsachsen, woraus sich ihre baugeschichtliche Bedeutung ableitet. Gleichzeitig sind sie ein Zeugnis der Arbeits- und Lebensbedingungen der ländlichen Bevölkerung der genannten Zeit und des genannten Landschaftsraumes, woraus sich auch eine sozialgeschichtliche Bedeutung des Bauensembles ergibt. Durch die isolierte Lage als letztes Gehöft des Dorfes in leicht isolierter Lage prägt das Anwesen das Landschaftsbild.